# Geschichte der Stadt Braunschweig

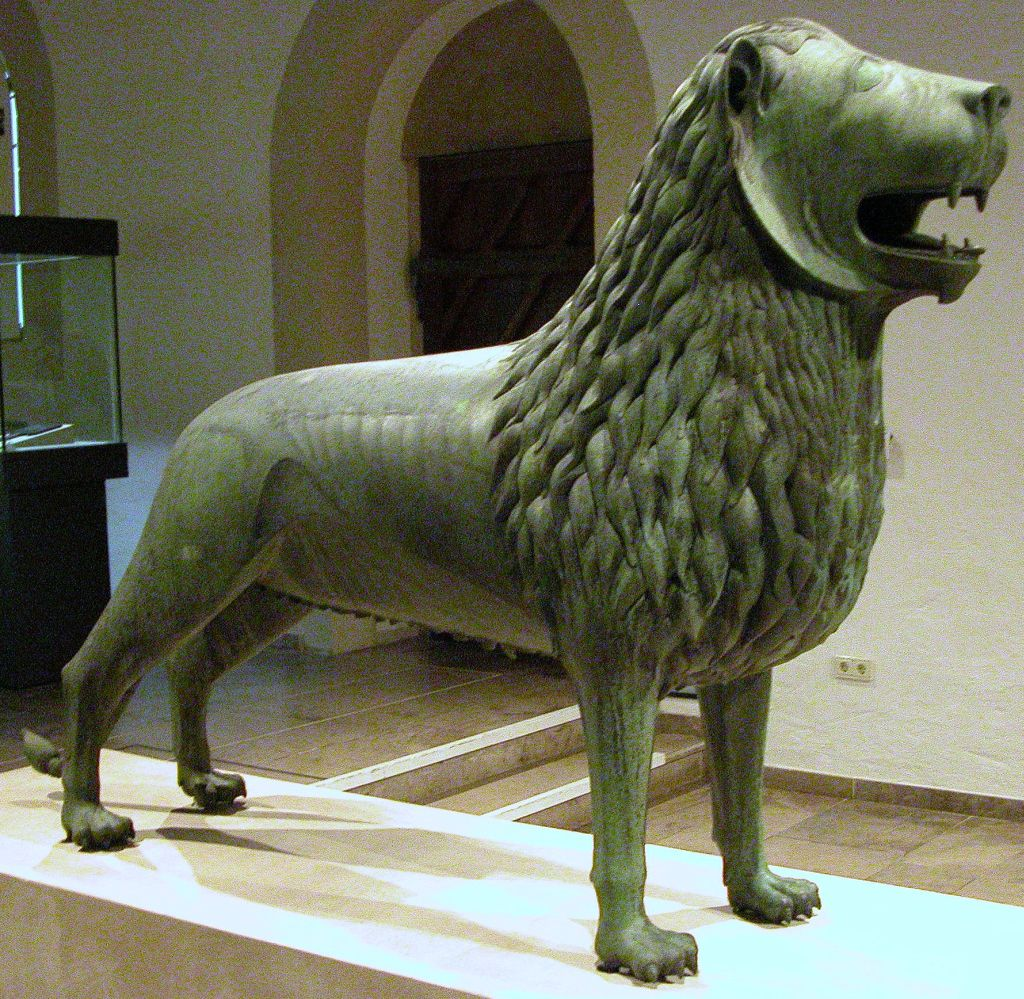
Der Braunschweiger Löwe: entstanden um 1166 und seither das Wahrzeichen der Stadt.

Die Geschichte der Stadt Braunschweig umfasst die Entwicklungen auf dem heutigen Gebiet der Stadt Braunschweig von der ersten Besiedlung bis zur Gegenwart. Sie begann der Sage nach im Jahre 861, ist jedoch erst ab 1031 urkundlich belegt. Die Stadtgeschichte ist stark durch zahlreiche Wechselwirkungen und Überschneidungen mit der Geschichte politischer Gebilde geprägt, die ebenfalls den Namen Braunschweig trugen oder noch heute tragen. Beispiele dafür sind das Herzogtum Braunschweig-Lüneburg (1235–1806), das Herzogtum Braunschweig (1814–1918), der Freistaat Braunschweig und das Land Braunschweig (1918–1946), aber auch der Landkreis Braunschweig, der Regierungsbezirk Braunschweig und das Braunschweiger Land. Die Stadt Braunschweig war jeweils die Hauptstadt dieser politischen Gebilde.
Eine historisch gesicherte und durch Urkunden belegbare Darstellung des Ursprungs sowie der frühen Entwicklung und Geschichte dessen, was heute als Stadt Braunschweig bezeichnet wird, erweist sich als schwierig, denn zum einen existieren keine Originalurkunden aus der Zeit vor 1031, und zum anderen handelte es sich nie nur um eine einzige Siedlung, aus der sich das heutige Gemeinwesen entwickelte, sondern um fünf Weichbilde, die unabhängig voneinander gegründet wurden, sich entwickelten und im Laufe der Zeit, endgültig aber erst 1671, zu „Braunschweig“ zusammenwuchsen. Jedes von ihnen verfügte über ein eigenes Rathaus, einen eigenen Rat, eine eigene Pfarrkirche und eine unterschiedliche Bevölkerungsstruktur. Noch heute tragen diese Weichbilde ihre alten Namen: Altewiek, Altstadt, Hagen, Neustadt und Sack.

## Spuren früher Besiedlung
Archäologische Grabungen im heutigen Stadtteil Wenden (etwa 6 km nördlich des Stadtzentrums) förderten zahlreiche Werkzeuge aus Feuerstein zutage, die eine Besiedlung des Gebietes bereits vor 10.000 Jahren annehmen lassen. Neben der Ortskirche wurde ein Bronzebeil aus der späten Bronzezeit (ungefähr 14./13. Jh. v. Chr.) gefunden. Die Urne einer frühgermanischen Brandbestattung der vorrömischen Eisenzeit wurde ins 5. Jahrhundert v. Chr. datiert. Ab etwa 500 n. Chr. sind sächsische Siedlungen im heutigen Stadtgebiet nachweisbar. Ob dabei bereits bestehende Siedlungen zerstört oder übernommen wurden, konnte bisher nicht geklärt werden.

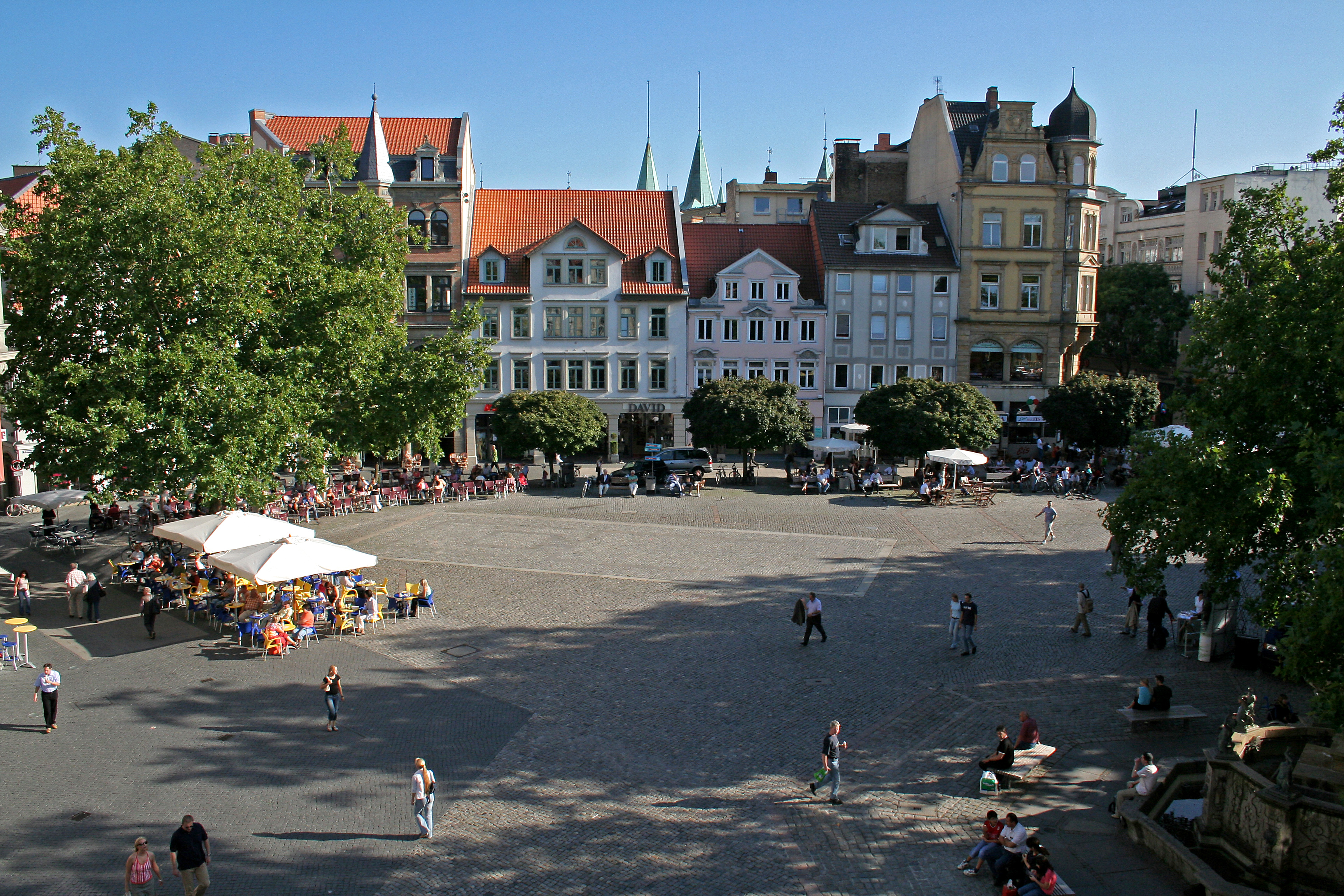
Der Kohlmarkt: gut erkennbar im Zentrum sind die Umrisse der Ulrici-Kirche aus dem 10. Jahrhundert.

Ausgrabungen, die in den 1970er und 1980er Jahren in der Innenstadt sowie an verschiedenen Stellen in Okernähe vorgenommen wurden, ergaben anhand des Siedlungshorizonts, dass der Beginn der kontinuierlichen Besiedlung tatsächlich in das 9. Jahrhundert zu datieren ist. So wurde 1972 bei Bauarbeiten auf dem südlichen Gelände des 1960 abgerissenen Braunschweiger Schlosses am Ackerhof ein Brunnen gefunden, dessen Holzreste auf das 10. Jahrhundert datiert werden konnten. Grabungen auf dem Kohlmarkt haben Überreste von mehreren Kirchen zutage gefördert, deren älteste aus der Zeit zwischen 850 und 900 stammen. Bei Grabungen unter den Überbleibseln der heute nicht mehr vorhandenen Ulrici-Kirche wurden Siedlungsreste, wie Keramik, aus dem frühen 9. Jahrhundert gefunden. Um die Kirche herum fand sich ein Gräberfeld mit 36 Baumsärgen, die neben den sterblichen Überresten Fibeln mit emailleverziertem Kreuzdekor als Grabbeigaben enthielten.

### Siedlungen und deren vermutlicher Entstehungszeitpunkt
Bei den Siedlungen handelt es sich zum Teil um solche in der näheren Umgebung des heutigen Braunschweig oder um heutige Stadtteile.
|                                                  | vor 300 | vor 500 | vor 800 | nach 800 | Ersterwähnung |
| ------------------------------------------------ | ------- | ------- | ------- | -------- | ------------- |
| Brunesguik (Altewiek)                            |         |         | ×       |          | 1031 MU       |
| Caunum, siehe (Riddagshausen)                    |         | ×       |         |          | 1065 (?)      |
| Eysenbutle (Eisenbüttel)                         |         |         |         | ×        | 1180 KC       |
| Ekthi (wüst; am Zuckerberg)                      |         | ×       |         |          | 1031 MU       |
| Everikesbutli (wüst; s. Querum)                  |         |         | ×       |          | 1007 StA      |
| Fritherikesroth (wüst; s. Mastbruch-Elmaussicht) |         |         |         | ×        | 1031 MU       |
| Glismoderoth (Gliesmarode)                       |         |         |         | ×        | 1031 MU       |
| Guinitthun (Wenden)                              |         | ×       |         |          | 1031 MU       |
| Hanroth (wüst; s. Veltenhof)                     |         |         |         | ×        | 1031 MU       |
| Hunesheim (wüst; s. Riddagshausen)               |         | ×       |         |          | 1031 MU       |
| Ibanroth (Bienrode)                              |         |         |         | ×        | 1031 MU       |
| Limbeki (wüst; s. Viewegs Garten-Bebelhof)       |         | ×       | ×       |          | 1031 MU       |
| Marquarderoth (wüst; s. Nordstadt)               |         |         |         | ×        | 1031 MU       |
| Morthorp (wüst; s. Viewegs Garten-Bebelhof)      |         |         |         | ×        | 1031 MU       |
| Orheim (Ohrum)                                   | ×       |         |         |          | 0747 FA       |
| Ottonroth (wüst; am Nußberg)                     |         |         |         | ×        | 1031 MU       |
| Reindageroth (wüst; s. Rautheim)                 |         |         |         | ×        | 1007 StA      |
| Riudun (Rühme)                                   |         | ×       |         |          | 1007 StA      |
| Rothna bzw. Ruotnum (Rautheim)                   | Rothna  | Ruotnum |         |          | 1031 MU       |
| Scahaningi (Schöningen)                          | ×       |         |         |          | 0748 FA       |
| Thuringesbutli (wüst; s. Schunteraue)            |         |         | ×       |          | 1007 StA      |
| Velituum (Veltenhof)                             |         | ×       |         |          | 1007 StA      |

MU = Magni-Urkunde von 1031

StA = Steterburger Annalen von 1007

KC = Güterverzeichnis des Klosters St. Cyriakus

FA= Fränkische Annalen, dort: Bericht Pippins über seinen Zug durch das Sachsenland

## Mittelalter

### Gründungslegende

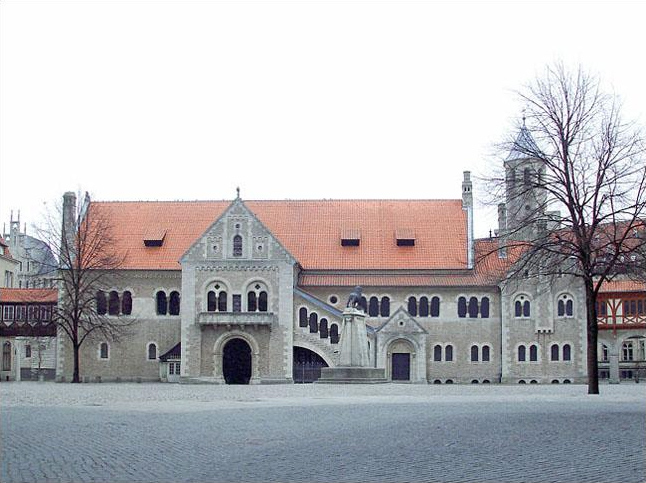
Burg Dankwarderode

Der Gründungslegende nach, die sich bis in das 13. Jahrhundert zurückverfolgen lässt (s. Braunschweigische Reimchronik), soll die erste Siedlung auf dem Gebiet des heutigen Braunschweig im Jahre 861 gegründet worden sein.
In der Reimchronik steht zu lesen:

„herzoge Brun dher greyf an / eyn erve dhes herzichtoumes / dher was eyn zelge disses boumes / dher andere herzoge Otte / ich hophe daz uns icht spotte / she scripht, an dher ich horte / we von herzogen Brune worte / begunnen daz nu heyzet Bruneswich / unde de borch algelich / dhe ittewenne darzo lach / dhe men Thanquarderode jach.“

„Herzog Brun trat an / sein Erbe am Herzogtum / er war der eine Zweig dieses Baumes / der andere Herzog Otto / Ich hoffe, dass uns die Quelle nicht täuscht / aus der ich erfuhr / wie von Herzog Brun das begonnen wurde / das nun Braunschweig heißt / und ebenso auch die Burg / die einst dabei lag / die man Dankwarderode nannte.“

Besonders ausführlich wurde diese Legende vom Chronisten Hermann Bote in dessen mittelniederdeutscher Braunschweiger Weltchronik beschrieben, die er um 1500 verfasste. Seiner Darstellung zufolge entschieden sich die beiden sächsischen, evtl. aus liudolfingisch-ottonischem Geschlecht stammenden Brüder Bruno und Dankward, die Stadt Gandersheim zugunsten ihres Bruders Otto zu verlassen, um sich andernorts niederzulassen. An einer Furt an der Oker, an einer Stelle, wo Karl der Große während der Sachsenkriege ein früheres Dorf zerstört haben soll, beschloss Dankward, zu Ehren der Apostel Peter und Paul eine Kirche sowie die Burg Dankwarderode zu errichten. Bruno ließ gleichzeitig Häuser an der Stelle erbauen, wo sich heute in der Altstadt der Eiermarkt befindet, und stiftete darüber hinaus eine Kirche zu Ehren des Heiligen Jakob, die Jakobskirche. Bruno soll es schließlich auch gewesen sein, der dem Ort seinen Namen gab: Bruneswiek.
Hermann Botes Bericht über die Gründung der Stadt schließt mit den Worten:

„Brunswiek is von daghe to daghe, von jaren to jaren beter, starker, mechtiger geworden unde is eyne kronen unde eyn speygel des landes to Sassen unde der fursten to Brunswiek unde to Luneborch.“

### Ursprung und Deutung des Stadtnamens

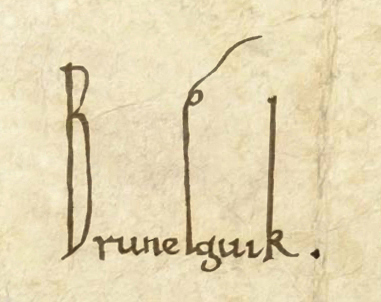
Ausschnitt aus der Weiheurkunde der Magnikirche von 1031: „Brunesguik“ ist die älteste urkundlich erhaltene Erwähnung Braunschweigs.

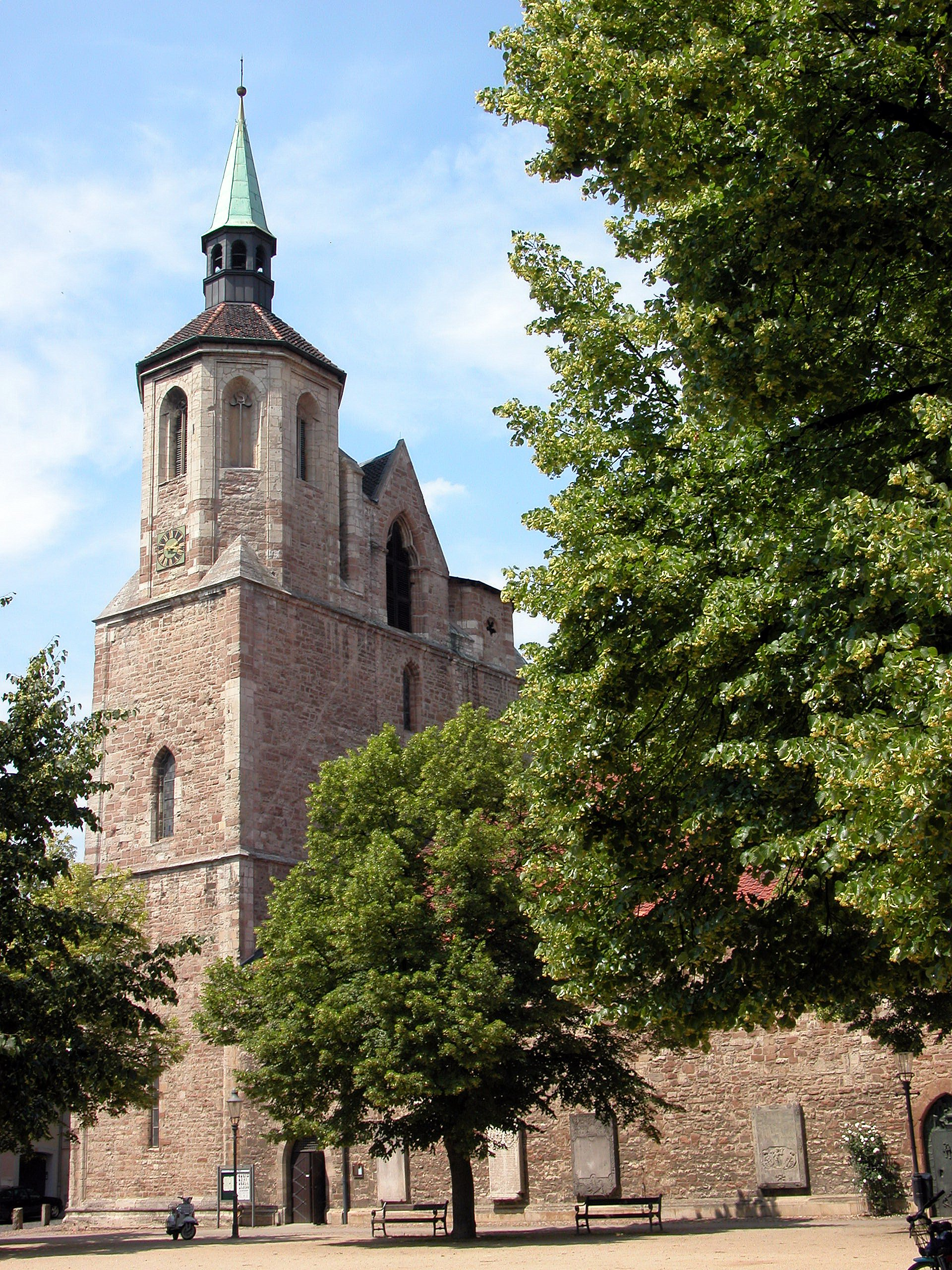
Die Magnikirche

In neuerer Zeit wurde die Seriosität der Braunschweiger Weltchronik als Quelle für die Stadtgründungsgeschichte stark in Zweifel gezogen. Mangels zuverlässiger historischer Belege gilt sie heute als Wunschdenken; zumindest konnten bisher keinerlei weitere Nachweise für eine Gründung der Siedlung im Jahre 861 gefunden werden.
Die älteste erhaltene seriöse schriftliche Überlieferung einer Vorläuferform des heutigen Stadtnamens datiert aus dem Jahre 1031 und entstammt der Weiheurkunde der Magnikirche im historischen Weichbild Altewiek. In der Urkunde wird der Ort, an dem die Kirche geweiht wurde, als Brunesguik bezeichnet.
Das „gu“ im Namen Brunesguik ist für die Etymologie des Stadtnamens ohne Bedeutung, da es sich lediglich um eine romanisierende Form des germanischen bilabilalen Lautes „w“ handelt. Dieser „w“-Laut trat nur in Begleitung eines vorausgehenden „g“ oder „k“ auf. Ein Beispiel hierfür ist der altfränkische Männername „Willehalm“, der in Deutsch „Wilhelm“ und in Französisch „Guillaume“ lautet.
Im Laufe der Jahrhunderte wurden immer wieder verschiedene, sich oft widersprechende Vermutungen über Ursprung und Bedeutung des Stadtnamens angestellt, wobei man sich dabei auf mehr oder weniger zuverlässige historische Quellen berief bzw. aufgrund des Fehlens eben solcher Quellen Analogieschlüsse vornahm. Der früheste Versuch einer Deutung stammt wohl vom Anfang des 13. Jahrhunderts aus den Halberstädter Bischofschroniken, in denen sich für das Jahr 912 der Eintrag „Hic Bruno fundator existitit civitatis, que Brunonis vicus vocatur.“ findet. Auch in der Braunschweiger Reimchronik, die zwischen 1279 und 1292 entstand, wird ein „Herzog Brun“ als Namensgeber der Siedlung „Bruneswich“ genannt. Gleichfalls erwähnte der Braunschweiger Stadtschreiber Hermann Bote in seiner zwischen 1493 und 1502 entstandenen Braunschweiger Weltchronik einen „Bruno“ gemeinsam mit dessen Bruder „Danchwort/Danckward“ als Gründer der Stadt.
Die Benennung der Siedlung soll sich demnach aus den Bestandteilen des männlichen Eigennamens Brūn[o] und dem germanischen Suffix wīk zusammensetzen, wobei wik einen Handelsplatz bezeichnen soll.
Die konkurrierenden Forschungsansätze gingen demzufolge zum einen davon aus, dass das Präfix Brūn der Name eines brunonischen Herzogs war. Dieser ist allerdings in der Genealogie der Brunonen weder identifizier- bzw. nachweisbar, noch lässt er sich chronologisch einordnen. Auch erscheint keine Person dieses Namens in irgendeiner zeitgenössischen Quelle. Nach Blume ist das ein Indiz von mehreren, wonach ein Personenname als Bestandteil für Brunesguik ausscheidet.
Der zweite Ortsnamensbestandteil „wīk“ soll nach der sogenannten „Wīk-Forschungs“-Meinung „Handelsplatz“ bedeuten. Lange wurde davon ausgegangen, dass das Wort aus dem Lateinischen „vicus“ für „Hof, Gehöft, Dorf, Flecken, Stadtteil“ entlehnt wurde, was dazu führte, dass der Stadtname ursprünglich so viel bedeuten sollte wie „Handelsplatz des Brun[o]“. Dies wird aber von anderen, wie zum Beispiel Leopold Schütte und dem Namenforscher Jürgen Udolph bestritten.
Zur Deutung des Namensteils wīk führte Schütte bei einem Symposion, das am 25. März 2006 zum Thema Brunswiek – Name und Anfänge unserer Stadt stattfand, aus:
„'Wik' erscheint 1. in der alten Zaun-Bedeutung; als Umzäunung, vielleicht Befestigung, im Heliand. 2. in der früh oder sogar gleichzeitig entwickelten Bedeutung Umzäuntes, so in den Siedlungs- und Flurbezeichnungen und -namen Wik bzw. mit -wik als Grundwort. 3. im spezialisierten Sonderrechts- auch Immunitäts-Bezirk, überliefert in den Komposita wikbelde, wikgreve u. a., in einzelnen Fällen auch im Simplex wik. Nicht nachweisbar, weder für wik noch für vicus, sei eine Bedeutung Handelsplatz.“
Udolph, Blume et al. gehen davon aus, dass die Siedlung am Orte einer Brandrodung entstand. Schütte und Udolph führten 2006 indogermanische Wurzeln für den Wortbestandteil an. Danach bedeute Brun entweder „Augenbraue“ oder so viel wie „Rand einer Kante“, hervorstehender Rand, etwa eines Gebirges, eines Hügels o. Ä. So könnte eine Erhöhung in Braunschweig, der Klint, als eine solche Erhöhung die Namensgebung beeinflusst haben bzw. ursächlich dafür gewesen sein. Nach dem neuesten Stand der Ortsnamenforschung aus dem Jahre 2018 erscheint es wahrscheinlich, dass die ursprüngliche Form „Brūnes-wīk“ unter Umständen bis in die (Vor-)Völkerwanderungszeit zurückgeht und die Bedeutung „Siedlung oberhalb einer Kante, auf einer höheren Uferstelle“ (im Sinne von „auf einem Uferabschnitt oberhalb des Flusses Oker“) ist.
Umstritten, beziehungsweise nach wie vor unklar ist, wie und warum der Ortsname vom östlichen Okerufer der später als Altewiek und heute als Magniviertel zum Bistum Halberstadt gehörenden Siedlung Brunswiek auf das westliche Ufer wechselte. Auf diesem Ufer befand sich eine Kaufmannssiedlung, die Kohlmarkt-Siedlung, die wiederum zum Bistum Hildesheim gehörte. Einige Wissenschaftler vertreten die Auffassung, es handele sich dabei um die Siedlung Dankwarderode.
Der Name Braunschweig in seiner heutigen Form ist zum ersten Mal für das Jahr 1542 belegt und wurde ab ca. 1560 praktisch die allgemeingültige Schreibweise. Es handelt sich dabei um eine im Zuge der allmählichen Verdrängung des Mittelniederdeutschen aus der Behördensprache stammende unglückliche hochdeutsche Übertragung der alten Benennung Brunswiek. Das so im frühen 16. Jahrhundert entstandene Kompositum scheint also für Laien aus den Bestandteilen Substantiv „Braun“ und Imperativ des Verbes „schweigen“ zu bestehen, was ein Verständnis der ursprünglichen Namensbedeutung unmöglich macht. Demzufolge würde es der alten Bedeutung der Benennung Brunesguik, bzw. Brunswiek eher entsprechen, wenn statt der Silbentrennung Braun–schweig der Stadtname in Braunsch–weig getrennt würde.

### Stadtentwicklung im Mittelalter

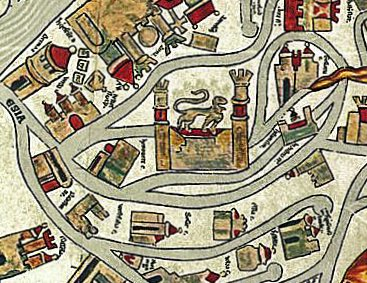
Braunschweig und der Braunschweiger Löwe auf der Ebstorfer Weltkarte (um 1300)

Die Entwicklung der Stadt Braunschweig wurde nicht zuletzt durch günstige topografische und politische Umstände nachhaltig gefördert: Zum einen befand sich die Siedlung am Schnittpunkt bedeutender mittelalterlicher Fernhandelsstraßen, so vom Westen (Niederrhein) über Soest und Minden nach Magdeburg im Osten, wo sich ein wichtiger Übergang über die Elbe befand; zum anderen war die Oker ab Braunschweig schiffbar (ein Hafen ist ab dem 13. Jahrhundert belegt) für Schiffe, die über die Aller und anschließend die Weser die wichtige Handelsmetropole Bremen ansteuerten und so Braunschweig am Seehandel teilhaben ließen. Darüber hinaus gab es auch Straßenverbindungen vom Meer Richtung Braunschweig, höchstwahrscheinlich über Stade, Bardowick und Lüneburg, aber auch von Hamburg und Lübeck aus. Andere Straßenverbindungen dürften von Hildesheim, Gandersheim, Goslar, Halberstadt und Leipzig in die Stadt geführt haben. Durch ihre intensiven politischen Beziehungen nach Friesland und in die Mark Meißen gelang es den Brunonen, auch auf diese Weise den Handelsplatz Braunschweig auszubauen und zu stärken.
Ab dem 10. Jahrhundert herrschten die Brunonen, die vom Gründer Braunschweigs Brun(o) abstammen sollen. Der Brunone Ekbert II. gründete das Cyriakusstift, das sich auf dem Gelände des im 19. Jahrhundert errichteten Alten Bahnhofs, heute Sitz der Braunschweigischen Landessparkasse, befand und wo er auch bestattet wurde. Seine Schwester Gertrud die Jüngere von Braunschweig war Gründerin des Aegidienklosters; über ihre Tochter Richenza von Northeim sowie deren Tochter Gertrud von Sachsen gingen das Herzogtum Sachsen und die Stadt Braunschweig schließlich an Heinrich den Löwen über.

### Heinrich der Löwe und der Aufstieg Braunschweigs

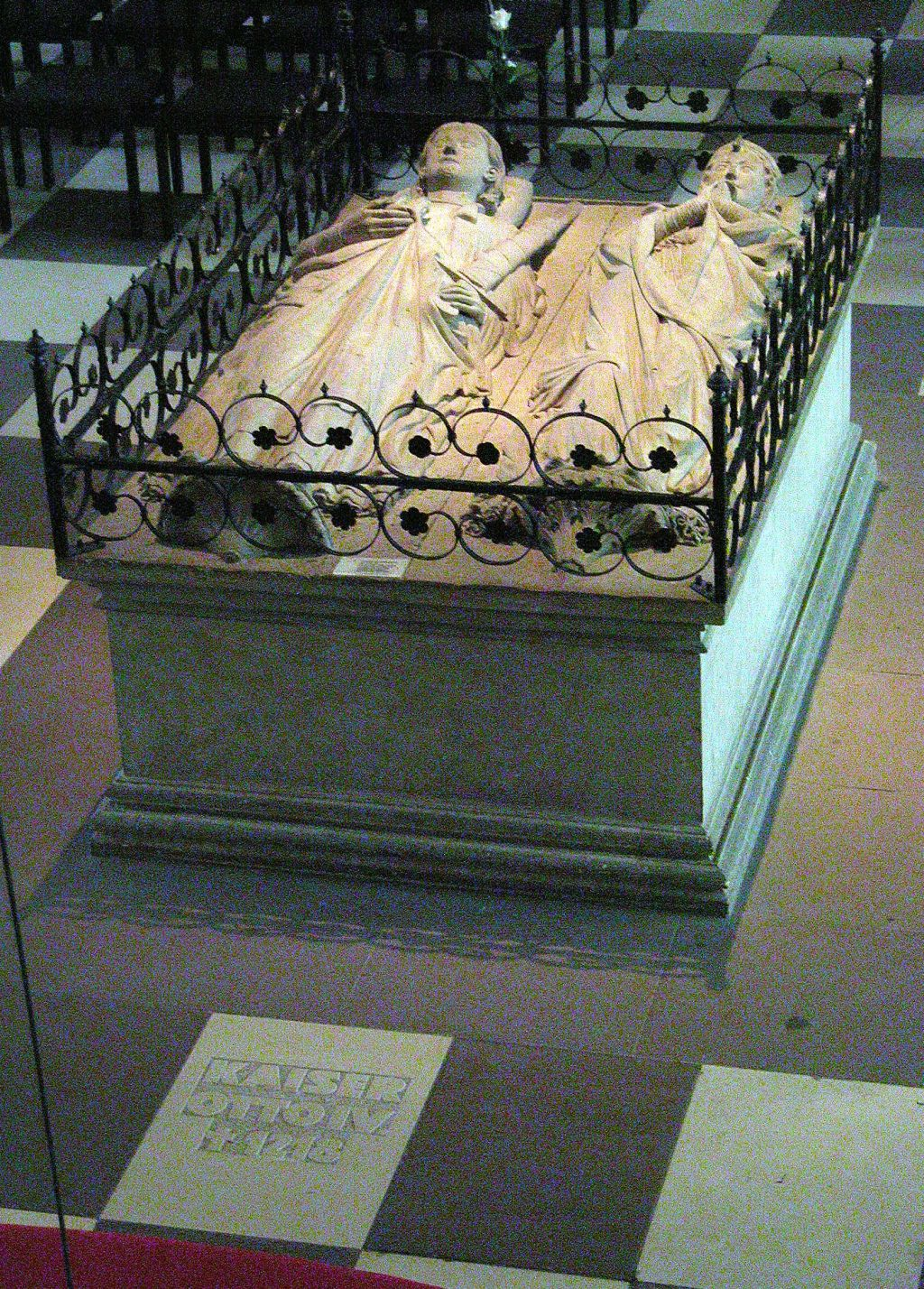
Braunschweiger Dom:
Grabmal Heinrichs des Löwen, Mathildes und deren Sohnes Otto IV.
(Grabplatte im Vordergrund)

Der Welfe Heinrich der Löwe (1129–1195), Herzog von Sachsen und Bayern und Vetter Friedrich Barbarossas, machte Braunschweig im 12. Jahrhundert zu seiner Residenzstadt und baute damit sowohl seine eigene als auch die Macht der Stadt aus. Er erweiterte die brunonische Burg Dankwarderode und machte sie zu seiner Pfalz. Die dort befindliche Kirche von 1030 ließ er niederbrennen, um an ihrer statt ab 1173 den Braunschweiger Dom errichten zu lassen, dessen Bau kurz vor seinem Tod 1195 weitgehend fertiggestellt und mit dem Weihefest am 29. Dezember 1226 abgeschlossen wurde. Neben den fünf Weichbilden Altewiek, Altstadt, Hagen, Neustadt und Sack existierten auch die zwei Sonderrechtsbezirke, die Aegidienfreiheit und die Burgfreiheit rund um die Burg Dankwarderode.
Heinrichs Macht im Reich wuchs dermaßen, dass er um 1166 zum Zeichen seines Machtanspruches einen Löwen aus Bronze, den Braunschweiger Löwen, fertigen ließ, den er auf dem Platz vor der Burg und vor dem Dom aufstellen ließ. Bei dieser Plastik handelt sich um die erste freistehende Bronzeplastik nördlich der Alpen. Seit ihrer Aufstellung ist sie Wahrzeichen und Wappentier der Stadt Braunschweig.

## Freie und Hansestadt

### Braunschweiger Schichten

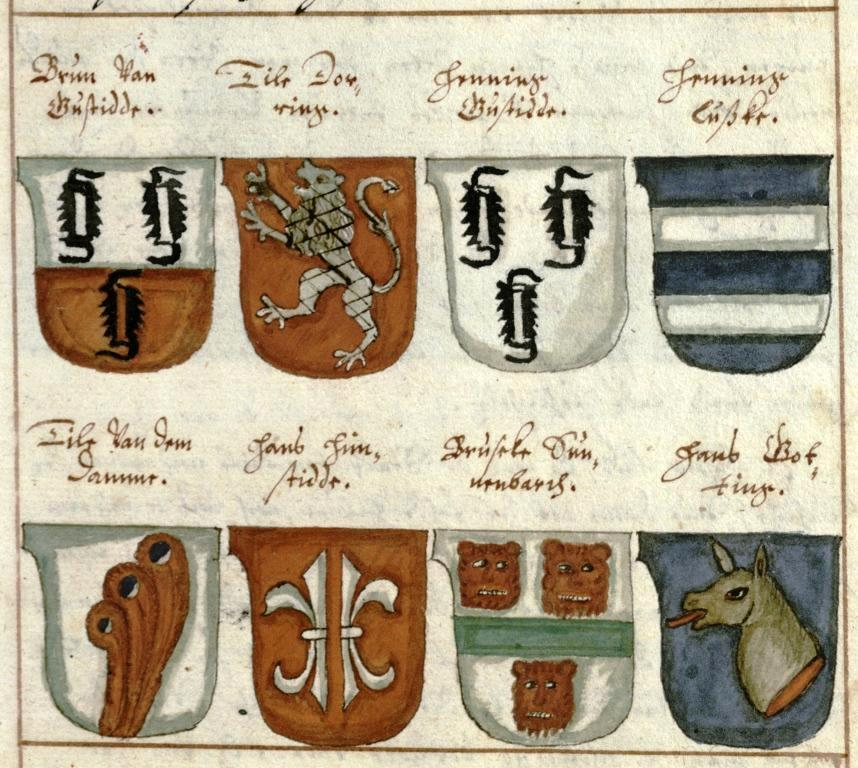
Schichtbuch Hermann Botes von 1514: Die Wappen der während der „Großen Schicht“ von 1374 getöteten acht Ratsherren: (v. l. n. r. und v. o. n. u.) Brun van Gustidde, Cort Doring [irrtümlich als Tile Doringe bezeichnet], Henning Gustidde, Henning Lußke, Tile van dem Damme, Hans Himstidde, Ambrosius Sunnenberge und Hans Gottinge.

Braunschweig gilt neben Gent und Paris als eine der unruhigsten Städte des spätmittelalterlichen und frühneuzeitlichen Europa. Immer wieder wurden Verfassungskonflikte durch revolutionäre Bürgerunruhen ausgetragen, die in Braunschweig als „Schichten“ bezeichnet wurden.
Die erste „Schicht“ fand 1293/94 statt und wurde als „Schicht der Gildenmeister“ bekannt. Ursache für den Konflikt war das Drängen der Handwerkerzünfte auf eine Beteiligung an der Stadtregierung, die bis dahin von den Patriziern und Großkaufleuten dominiert wurde. Diese Dominanz der Kaufleute resultierte aus der Zunahme des Handels und seiner Bedeutung für die Stadt sowie der Mitgliedschaft in der Hanse. Auf der anderen Seite verstärkten die Gilden ihren Einfluss auf das städtische Regiment. Auslöser für das Eskalieren des Konfliktes war das Eingreifen der Herzöge Albrecht II. und dessen Bruders Heinrich I. um die Vorherrschaft in der Stadt. Jeder der Brüder unterstützte eine der konkurrierenden Parteien, wobei Heinrich sich mit den Gildenmeistern und Albrecht mit der amtierenden Stadtregierung verbündete. Heinrichs Versuch, die Altstadt zu erobern, unterbanden die Einwohner, indem sie Albrecht zum Stadtherren ernannten und ihm huldigten. Mit seinem Bruder erreichte er daraufhin eine Einigung über den gemeinsamen Besitz der Stadt. Den aufständischen Gilderat ließ Heinrich hinrichten und setzte den alten Rat der Stadt wieder ein.
Die zweite „Schicht“ fand von 1374 bis 1380 statt und wurde als „Große Schicht“ bekannt. Ausgelöst wurde die „Große Schicht“ durch die Unzufriedenheit über die hohe Verschuldung der Stadt. Der Rat der Stadt wurde 1374 besetzt und von revoltierenden Gruppen bis 1376 gehalten. Während der Unruhen wurden unter anderem acht Ratsmitglieder getötet. Die entkommenen Patrizier setzten ihren Einfluss bei der Hanse für eine Handelssperre gegen Braunschweig ein. Die Stadt wurde außerdem vorübergehend zwischen 1375 und 1380 aus der Hanse ausgeschlossen. In der Folge kam es in der Stadt zu schwersten wirtschaftlichen Problemen.
Nach Beendigung der Unruhen wurde 1386 einer Verfassungsänderung zugestimmt, welche die Gilden am Stadtrat beteiligen sollte.

### Unabhängigkeit

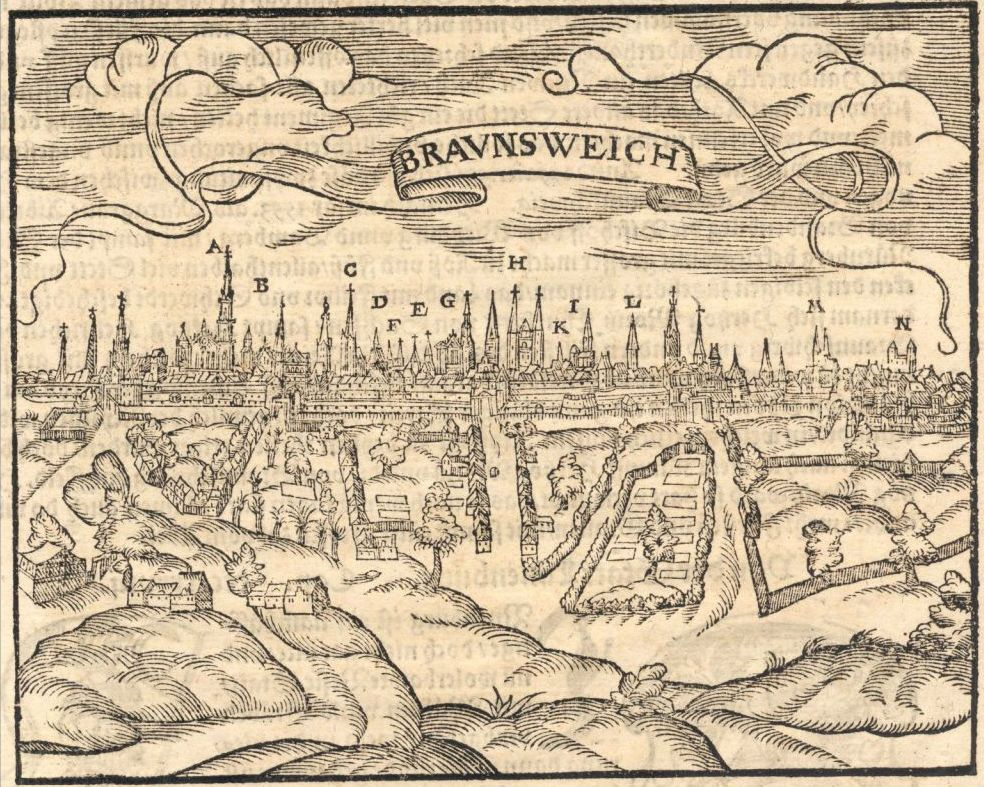
Braunschweig um 1550

Ebenso wie die Stadt Braunschweig geht auch das Herzogtum Braunschweig-Lüneburg auf Heinrich den Löwen zurück und war Teil des Landes der Welfen. In der Folge zerfiel das Herzogtum durch Erbteilung in verschiedene Teilstaaten. Im 14. Jahrhundert bildete sich das Fürstentum Braunschweig-Wolfenbüttel heraus, dem zunächst auch die Stadt Braunschweig angehörte.
Die Stadt Braunschweig gewann etwa 1430 die städtische Unabhängigkeit, wodurch die welfischen Landesherren ihre Residenz in das nahe Wolfenbüttel verlegen mussten, wo sie bis zur Wiedereinnahme der Stadt im Jahre 1671 blieben. Braunschweigs politische Stellung kam während des Spätmittelalters bis zum Verlust der Unabhängigkeit in der Mitte des 17. Jahrhunderts der einer Freien Reichsstadt gleich.

### Hansezeit

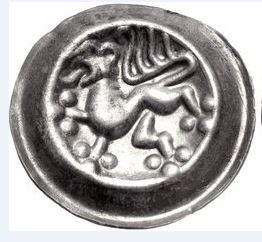
Braunschweig, Ewiger Pfennig, 1296 bis 1498 geprägt

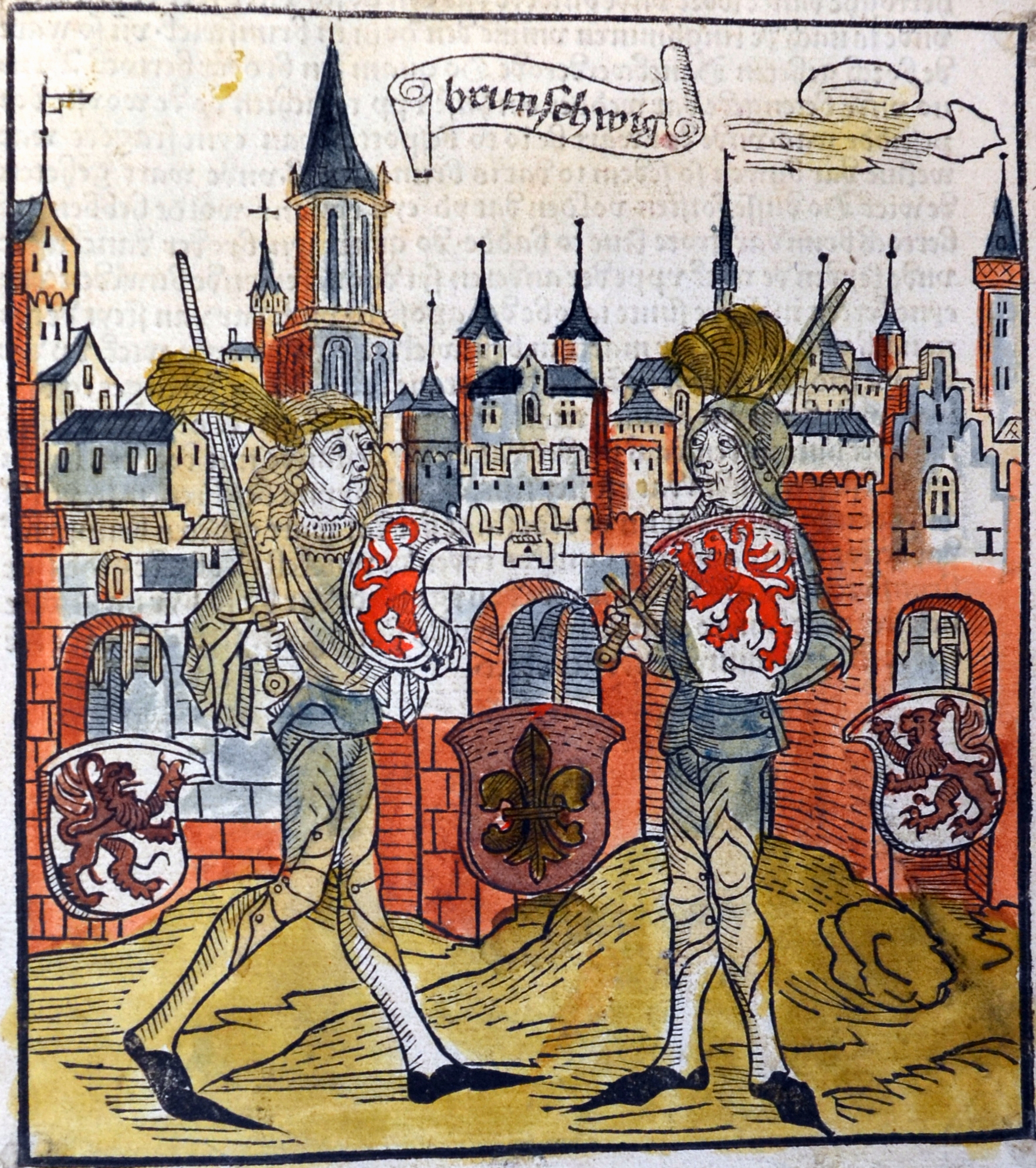
Die Sachsenchronik von 1492: Abbildung der Stadt Braunschweig („brunschwig“). Im Vordergrund zwei Ritter der Lilienvente.

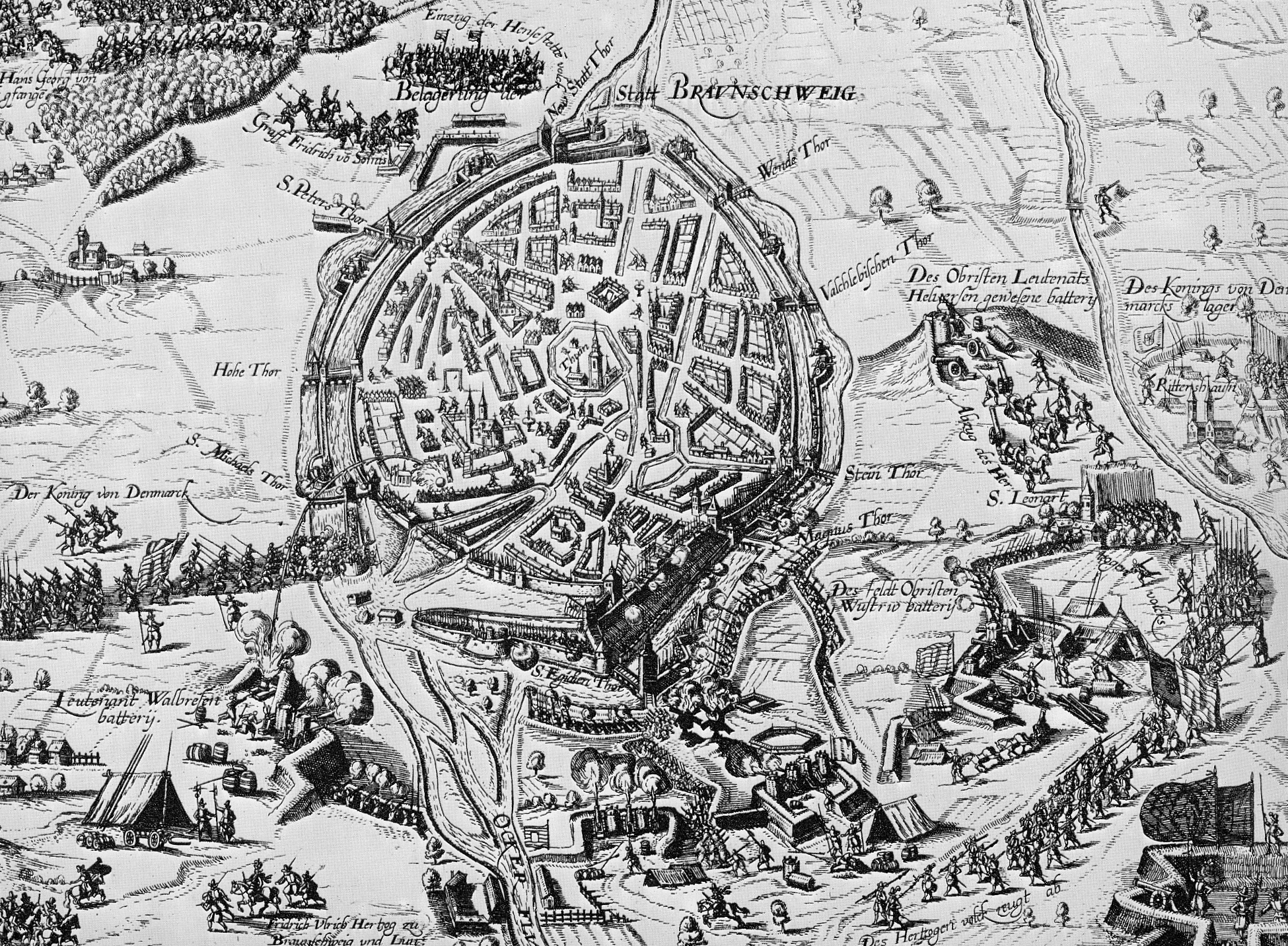
Belagerung der Stadt im Sommer 1615 durch Truppen Friedrich Ulrichs von Braunschweig-Wolfenbüttel

Braunschweig schloss zwischen 1245 und 1490 insgesamt 57 Bündnisse mit verschiedenen Städten. Inhalt all dieser Bündnisse waren der gegenseitige Schutz des Handels und militärische Hilfeleistungen bei inneren oder äußeren Bedrohungen. Seit Mitte des 13. Jahrhunderts gehörte Braunschweig der Hanse an. Im Jahr 1296 erhielt die Stadt die Münzstätte Braunschweig als Pfand und 1412 wurde sie durch Kauf ihr Eigentum. Die den Handel störende Verrufung und Erneuerung der Brakteatenpfennige wurde durch die eigene Münzprägung, den sogenannten Ewigen Pfennig, beseitigt.
Die umfassende Bündnispolitik Braunschweigs beeinflusste später auch den Wandel der Hanse von der Kaufmannshanse zur Städtehanse. Durch seine günstige Lage und verschiedene Privilegien der braunschweigischen Kaufleute entwickelte sich die Stadt zu einem der wichtigsten Handelsplätze Mitteldeutschlands mit weitreichenden Kontakten nach ganz Nordeuropa. Die Hanse griff auch in die Innenpolitik der Städte ein, wenn dies zur Sicherung der Machtverhältnisse nötig war. Durch die Unruhen während der „Großen Schicht“ kam es zwischen 1375 und 1380 sogar zu einem vorübergehenden Ausschluss aus der Hanse. Weiterhin unterband die Hanse den gesamten Handel der Stadt und stützte die Herrschenden über die dadurch entstehenden wirtschaftlichen Probleme.
Seit 1494 war die Stadt zudem „Vorort“, also führende Stadt, der sächsischen Hansestädte und vertrat deren Interessen bei den Hansetagen. 1476 stärkte die Freie Stadt Braunschweig ihre Position gegenüber den Fürsten zu Braunschweig-Wolfenbüttel durch einen militärischen Vertrag mit 18 weiteren Hansestädten. Die Verträge boten eine gegenseitige militärische Hilfeleistung zum Schutz vor den Territorialherrschern durch den Hansebund. Nötig wurde dies durch das immer stärker werdende Eingreifen der braunschweigischen Herzöge in die städtische Autonomie.
Bei den vielen, schweren Belagerungen der Stadt während des 16. und 17. Jahrhunderts durch die braunschweigischen Herzöge unterstützte der Hansebund die Stadt Braunschweig sowohl finanziell wie militärisch durch die Entsendung von Entsatzheeren. Durch seine Bündnisverträge, unter anderem mit den Vereinigten Niederlanden konnte Braunschweig seine städtische Unabhängigkeit bis 1671 wahren. Nach dem Niedergang dieser Kaufmannsvereinigung im 17. Jahrhundert gehörte Braunschweig 1669 zu den letzten neun verbliebenen Hansestädten und nahm in jenem Jahr zusammen mit Bremen, Danzig, Hamburg, Hildesheim, Lübeck, Köln, Osnabrück und Rostock am letzten Hansetag alter Prägung in Lübeck teil.
Einige Gebäude des heutigen Braunschweig, wie die Alte Waage, das Altstadtrathaus, das Gewandhaus, und einige Fachwerkhäuser stammen noch aus dieser Zeit und zeugen vom Reichtum der Stadt in der Hansezeit.

### Die Reformation

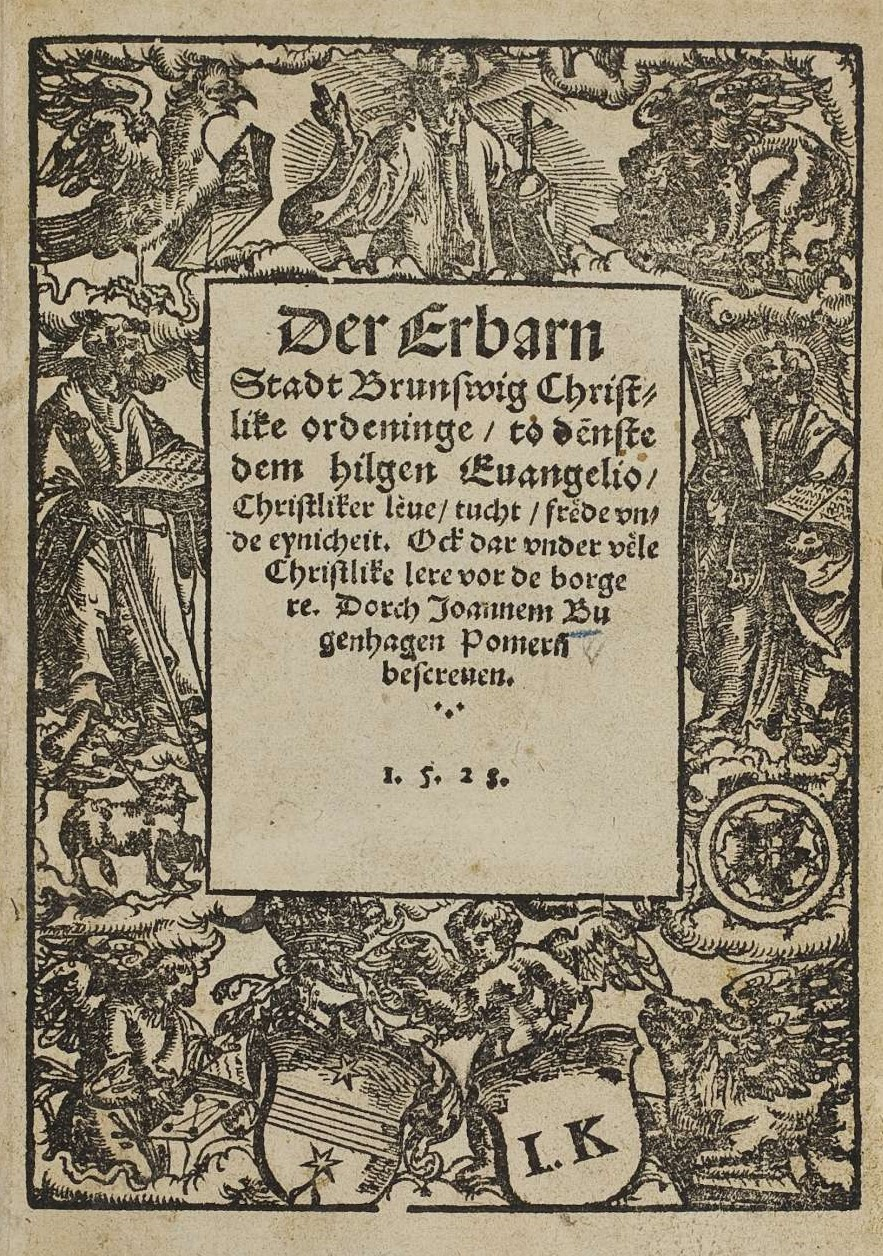
Die Braunschweiger Kirchenordnung von 1528:
Der Erbarn Stadt Brunswig Christlike ordeninge / to denste dem hilgen Evangelio / … von Johannes Bugenhagen.

In Braunschweig fand die lutherische Lehre bereits ab 1521 durch Gottschalk Kruse Verbreitung. Die erste Messe in deutscher Sprache wurde Ostern 1526 im Braunschweiger Dom gefeiert. 1528 traf der Reformator Johannes Bugenhagen in der Stadt ein und begann in der Brüdernkirche die neue Lehre zu predigen. Binnen dreier Monate entwickelte Bugenhagen die in Niederdeutsch abgefasste Braunschweiger Kirchenordnung, die umgehend angenommen wurde. Am 6. September 1528 wurde die offiziell besiegelte Einführung der Reformation in Braunschweig von allen Kanzeln der Stadt verkündet.
Da die Patronatsrechte der fünf größten Stadtkirchen, des Ägidienklosters sowie der Kollegiatstifte St. Blasius und St. Cyriakus beim Herzog lagen, sollte es jedoch in den nächsten Jahren und Jahrzehnten noch zu zahlreichen Konflikten zwischen der Hansestadt und ihrem Landesherrn kommen. Diese mündeten u. a. in zwei Belagerungen Braunschweigs durch Heinrich d. J. (1550 und 1553), die jedoch erfolgreich abgewehrt werden konnten. In Folge der Reformation hatte Braunschweig, ebenso wie viele der Nachbarstädte, zunächst noch mit inneren konfessionellen Zwistigkeiten gegenüber Reformierten und Katholiken zu kämpfen. Seit den 1540er Jahren konnten diese Unstimmigkeiten jedoch überwiegend beigelegt werden und traten künftig nurmehr vereinzelt auf. Von 1531 bis 1546 war Braunschweig Mitglied des Schmalkaldischen Bundes, eines defensiv ausgerichteten protestantischen Militärbündnisses gegen die Katholiken. Die Mitglieder verpflichteten sich gegenseitiger Hilfe im Falle eines katholischen Angriffs. In diese Zeit fällt die Prägung des sogenannten Triumphtalers, der, wie der Schmalkaldische Bundestaler, eine als Propagandamittel geprägte Silbermünze auf den erfolgreichen Widerstand des Schmalkaldischen Bundes gegen Herzog Heinrich II., genannt der Jüngere während des Schmalkaldischen Krieges war. Die Umschrift des Talers VERBVM – DO(mini) MA(net) IN AE(ternum) – AE als Ligatur  (Das Wort des Herrn bleibt in Ewigkeit) war der Wahlspruch des Bundes. Nachdem die Stadt 1563 ihr eigenes Corpus Doctrinae herausgegeben hatte, nahm sie (im Gegensatz zum Landesherrn Herzog Julius) 1577 auch die Konkordienformel offiziell an. Seit spätestens 1588 verpflichtete man die städtischen Pfarrer und Schuldiener der drei Lateinschulen zur Unterschrift unter das Konkordienbuch – dies wurde bis 1671 so beibehalten. Braunschweig entwickelte sich in den nächsten Jahren zu einer orthodox-lutherischen Stadt, die religiöse Minderheiten wie Juden, Reformierte oder Katholiken bis zum Verlust der Stadtfreiheit offiziell nicht mehr duldete.

### Dreißigjähriger Krieg

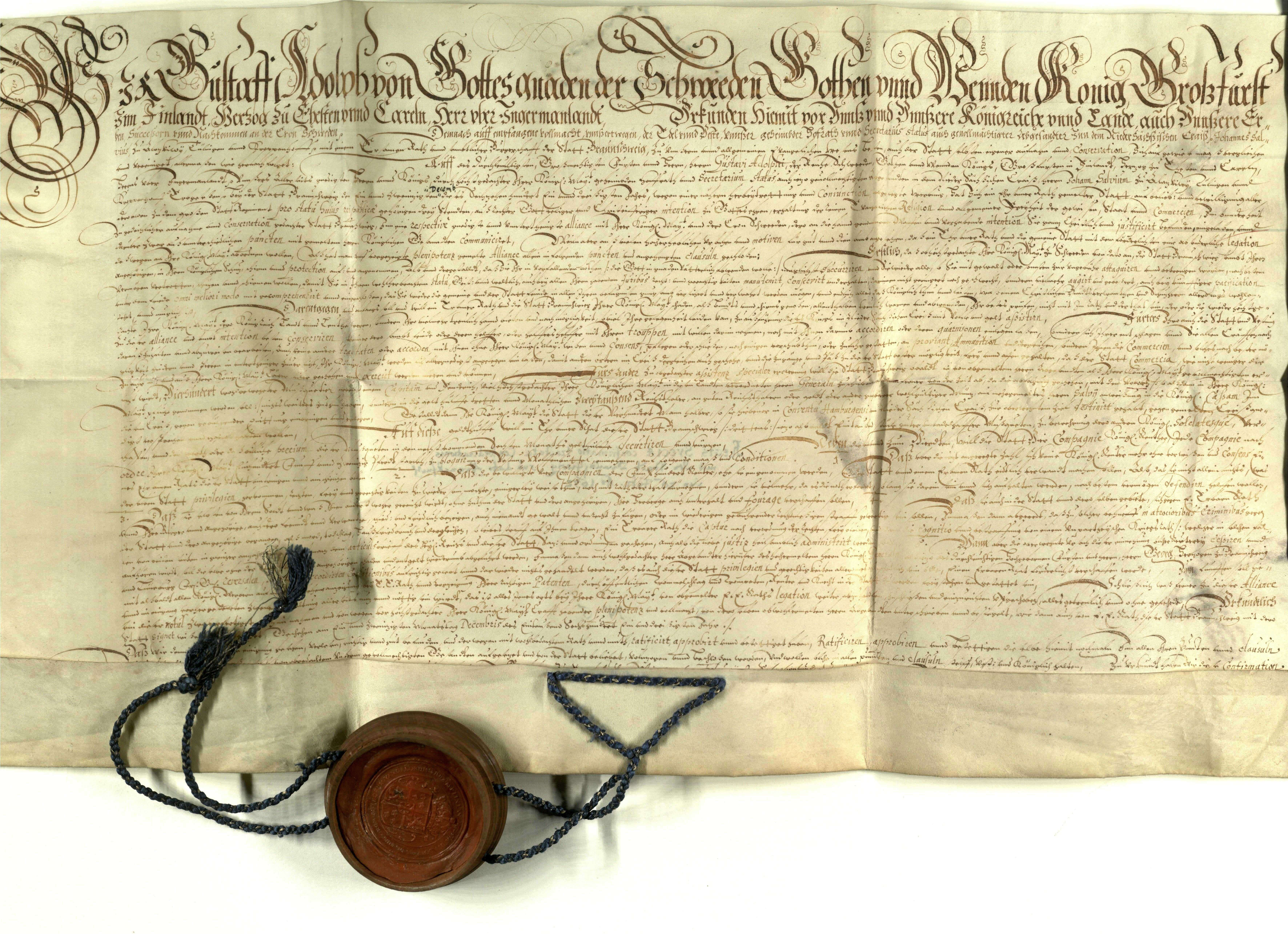
Mitten im Dreißigjährigen Krieg bestätigt Schwedenkönig Gustav II. Adolf 1632 die Rechte und Freiheiten der Stadt Braunschweig.

Durch geschicktes politisches Handeln einerseits, aber auch aufgrund der sehr starken Befestigungsanlagen andererseits gelang es Braunschweig, aus den Wirren des Dreißigjährigen Krieges unbeschadet hervorzugehen. Anders als bei Nachbarstädten wie Wolfenbüttel (Einnahme durch kaiserliche Truppen am 19. Dezember 1627) oder gar Magdeburg, das am 20. Mai 1631 schwer zerstört wurde (s. Magdeburger Hochzeit), gelang es Braunschweig immer wieder, einem ähnlichen Schicksal, wie auch der Beherbergung fremder Truppen, zu entgehen. 1619 trafen sich Vertreter verschiedener Städte des Nordens und beschlossen, dass der Niedersächsische Reichskreis, dem sie angehörten, Neutralität wahre. 1632 nahm Gustav Adolf von Schweden Braunschweig unter seinen Schutz, 1635 schloss die Stadt den Sonderfrieden von Prag. 1648 schließlich wurden die städtischen Privilegien im Frieden von Münster und Osnabrück anerkannt.
Vom 15. bis zum 17. Jahrhundert gab es Hexenverfolgungen in der Stadt Braunschweig. Bekannte Opfer der Hexenprozesse waren Anna Roleffes, Geseke Albrechts und Katharina Sommermeyer.

## Von der Bürger- zur Fürstenstadt

### Verlust der städtischen Autonomie 1671
Im Jahre 1671 gelang es Herzog Rudolf August und seinem jüngeren Bruder Anton Ulrich, die Stadt nach etwa dreiwöchiger Belagerung und Beschießung durch 20.000 Mann und 75 Geschütze zu besetzen. Braunschweig war durch den Dreißigjährigen Krieg und die schwere Pestepidemie von 1657/58 geschwächt. 1671 kam sie nach fast 250 Jahren wieder unter fürstliche Herrschaft. Der Verlust der städtischen Freiheit zeigte sich in der Abschaffung der fünf alten Weichbildräte, der Entwaffnung der Stadt, dem Einzug des gesamten städtischen Vermögens und der Installation eines neuen, vollständig vom Herzog abhängigen Rates mit Sitz auf dem Neustadtrathaus. Die Stadt hatte die Kosten für die zeitweise 5000 Mann starke herzogliche Garnison zu tragen. Der „Graue Hof“ wurde zum Quartier der Herzöge, der herzogliche Hof verblieb zunächst in Wolfenbüttel. Erst 1753 verlegte Herzog Karl I. die Residenz in das neue Braunschweiger Schloss.

### Ausbau zur Bastionärsbefestigung ab 1692

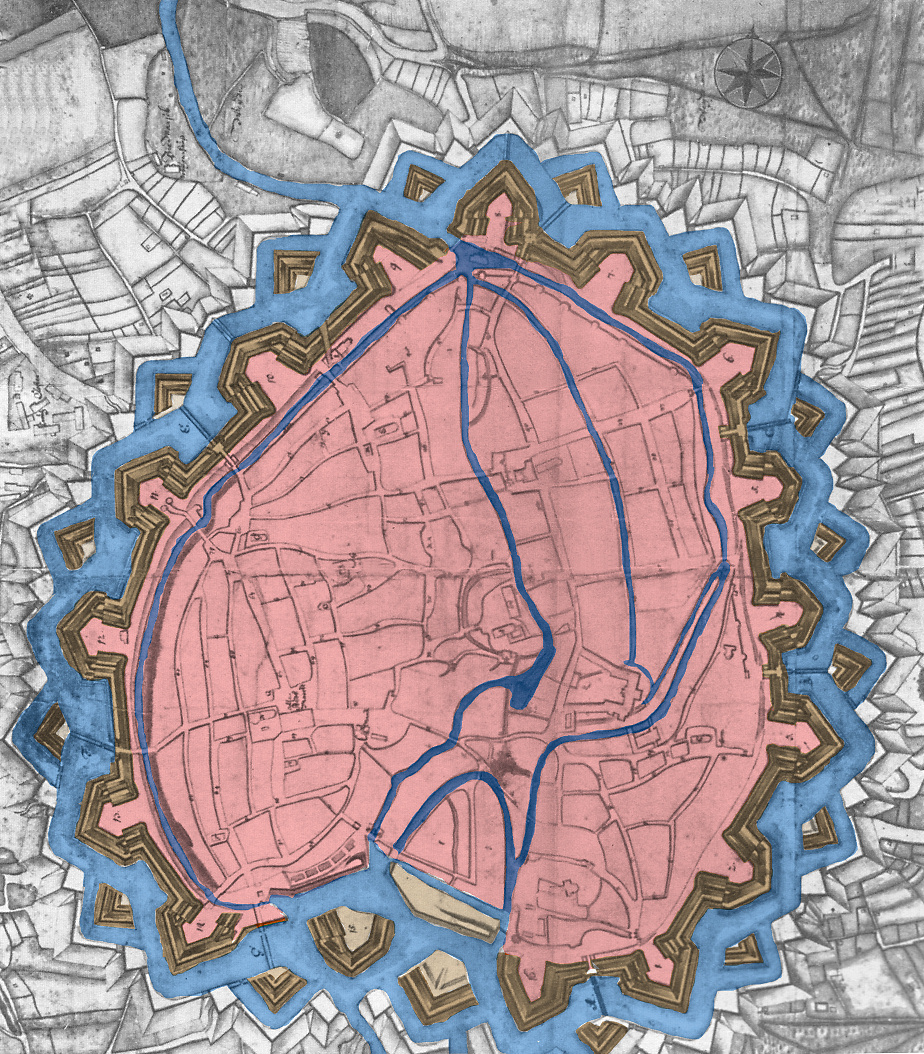
Das befestigte Braunschweig 1765

Bei der Entwaffnung 1671 übernahm der Herzog die städtische Artillerie. 1692 begann der Festungsbaumeister Johann Caspar von Völcker mit dem bastionärsmäßigen Umbau der Stadtbefestigung. Er plante die Befestigungsbauten nach niederländischem Vorbild, wobei man aufgrund eigenständiger Änderungen von einer „Völckerschen Manier“ sprach. Es entstanden Bastionen sowie polygonale Erdwälle mit der Ausbildung von Kurtinen, Ravelins und Glacis. Neben den bezahlten Arbeitern und Handwerkern wurden beim Bau aus Kostengründen Soldaten und Strafgefangene eingesetzt. Die Arbeiten waren in Völckers Todesjahr 1730 noch nicht vollendet. Sein Nachfolger Johann Georg Möring setzte den Bau bis 1740 fort. Die Baumaßnahmen kosteten bis zum Jahre 1741 den enormen Betrag von 601.320 Talern und hatten einen Landverbrauch von 1,73 km² zur Folge, wodurch es zu umfangreichen Umsiedlungen kam. Bereits zu diesem Zeitpunkt wurde erkannt, dass die Befestigungsmanier veraltet war. Die Kriegführung ging im Laufe des 18. Jahrhunderts vom Belagerungskrieg zur offenen Feldschlacht über. Trotzdem wurde die Befestigung 1762 im Siebenjährigen Krieg nach einer französischen Belagerung nochmals ausgebaut. Neben der baumäßigen Verstärkung der vorhandenen Werke entstanden im weiteren Umfeld der Stadt fünf hölzerne Forts (Ferdinand, Georg, Friedrich, Karl, St. Leonhard) sowie etliche Feldschanzen. Nach dem Krieg wurden die dann überflüssigen Befestigungsanlagen ab 1803 unter Leitung Peter Joseph Krahes geschleift. An ihrer Stelle entstanden die noch heute vorhandenen Wallanlagen.

### Herzogliche Wirtschaftspolitik

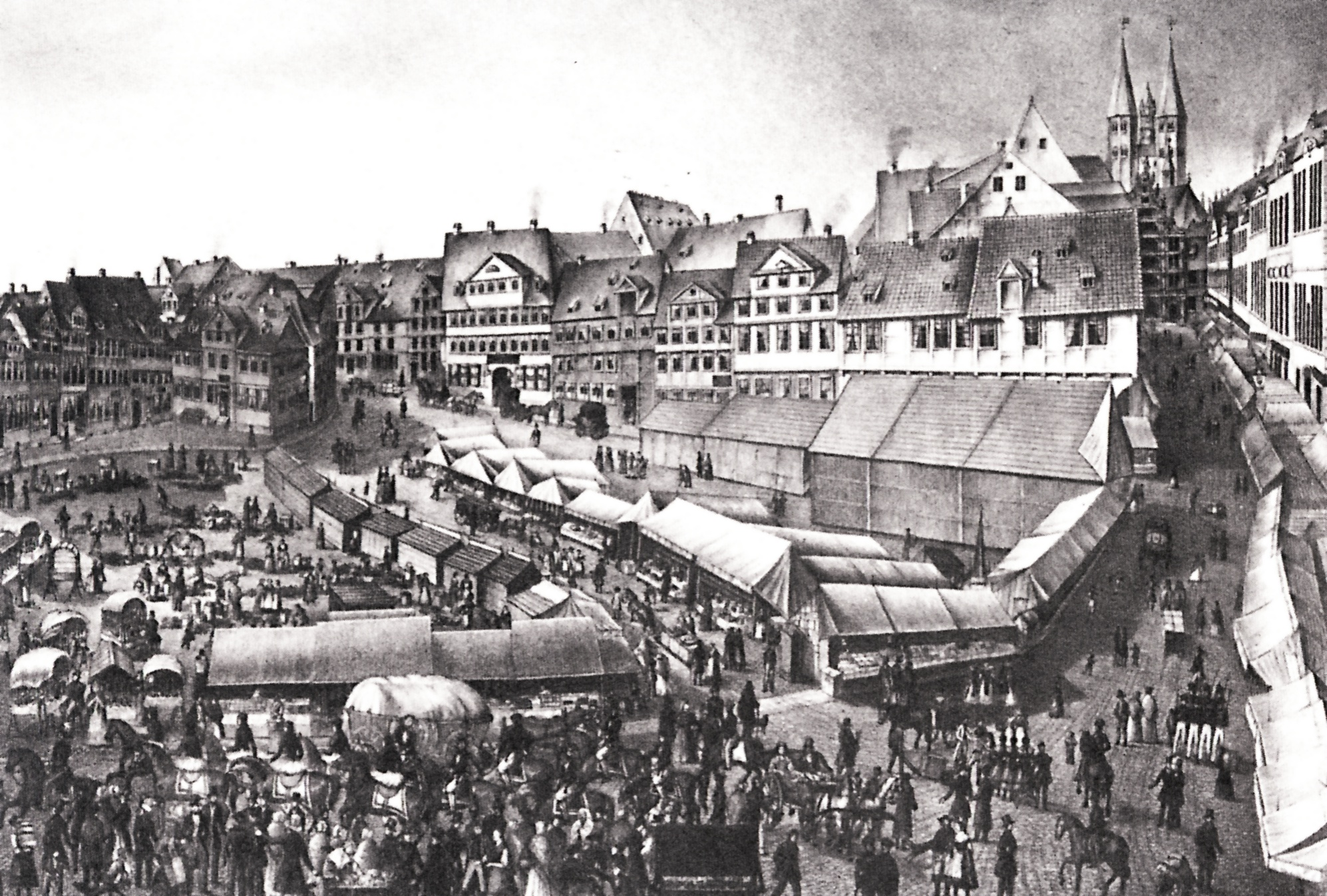
Messe auf dem Kohlmarkt um 1840

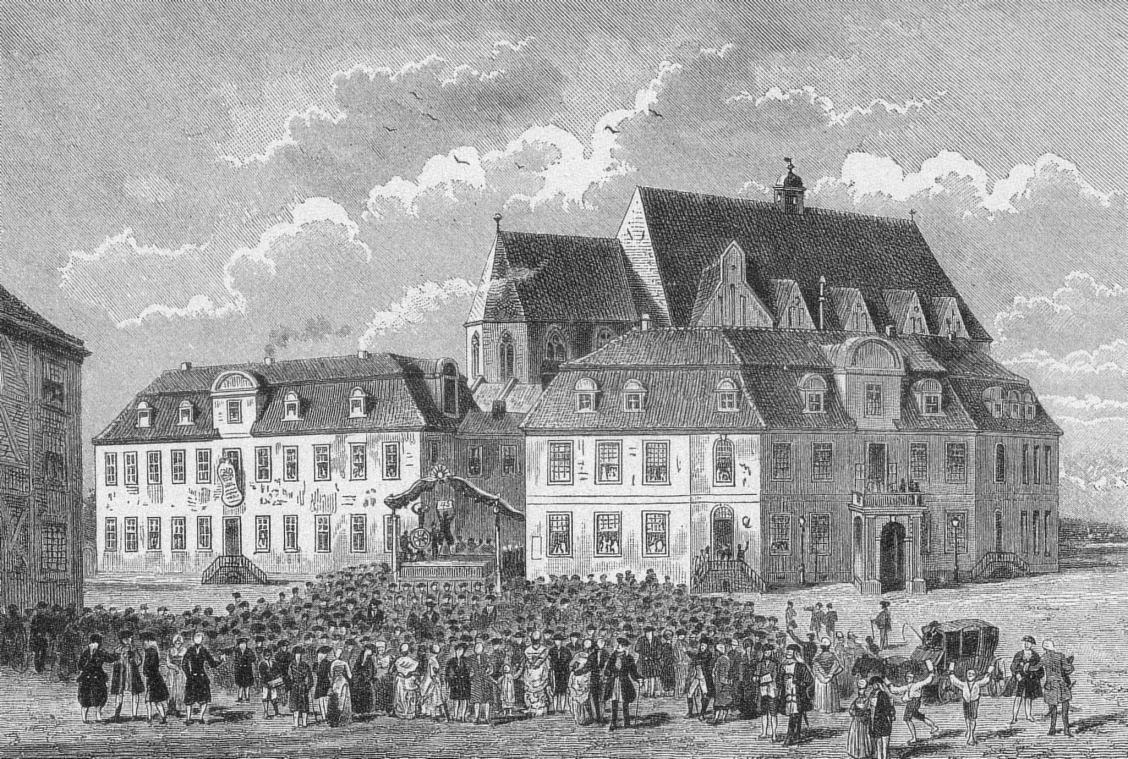
Öffentliche Lottoziehung auf dem Aegidienmarkt, 1771

Nach der Eroberung der Stadt suchte der Herzog die Wirtschaftskraft der ehemals wohlhabenden Hansestadt wiederzubeleben und richtete im Jahre 1681 gegen den Widerstand der Messestädte Leipzig und Frankfurt zwei jährliche Warenmessen ein. Diese Braunschweiger Messen erreichten ihre Blütezeit im 18. Jahrhundert und stellten einen bedeutenden Wirtschaftsfaktor dar. Im Zeitraum von 1764 bis 1807 zogen sie durchschnittlich 2034 Fachbesucher zur Winter- und 2935 zur Sommermesse in die Stadt, bevor die Messen während des 19. Jahrhunderts an Bedeutung verloren.
1771 führte der Herzog eine Zahlen-Lotterie ein, deren erste Ziehung als öffentliche Veranstaltung am 2. August 1771 auf dem Aegidienmarkt stattfand. Im selben Jahr kam es noch zu sechs weiteren Ziehungen, die sich in den Folgejahren auf rund 50 jährliche Veranstaltungen steigerten. Herzog Karls Sohn und Thronfolger Karl Wilhelm Ferdinand schaffte das Lotto 1786 aus moralischen Vorbehalten gegenüber dem Glücksspiel und aus Fürsorge für seine Untertanen wieder ab.

### Architektur und Infrastruktur im 18. Jahrhundert
Nachdem der Hof 1753 von Wolfenbüttel nach Braunschweig gezogen war, nahm die Stadt zusehends den Charakter einer Residenz- und Beamtenstadt an. Der Wunsch nach fürstlicher Repräsentation zeigte sich im langjährigen Umbau (um 1715 bis 1790) des „Grauen Hofes“ zum Residenzschloss. Weiterhin wurde zwischen 1763 und 1765 der südliche Teil der Burg Dankwarderode für Herzog Ferdinand zum „Ferdinandsbau“ umgestaltet. Neue Ein- und Ausfallstraßen wurden angelegt und die innerstädtischen Straßen gepflastert. Straßenbeleuchtung wurde 1765 eingeführt. Zur Abwehr von Seuchen wurden unter Karl I. die Friedhöfe vor die Tore der Stadt verlegt. Durch die herzogliche Verfügung vom 9. März 1802 zur Entfestigung der Stadt und die Anlage von Wallpromenaden wie dem Löwenwall durch Peter Joseph Krahe wurde die kontinuierliche Stadterweiterung eingeleitet. Das Schleifen der Befestigungsanlagen zog sich bis 1831 hin.

### Geistig-kulturelles Leben

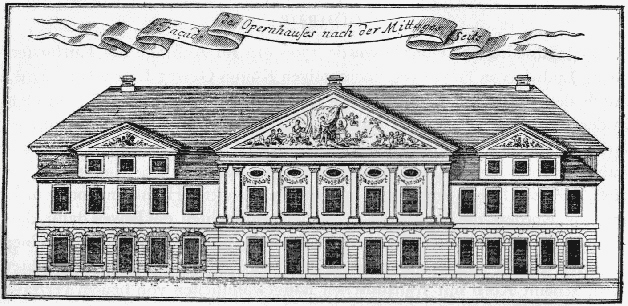
Opernhaus am Hagenmarkt

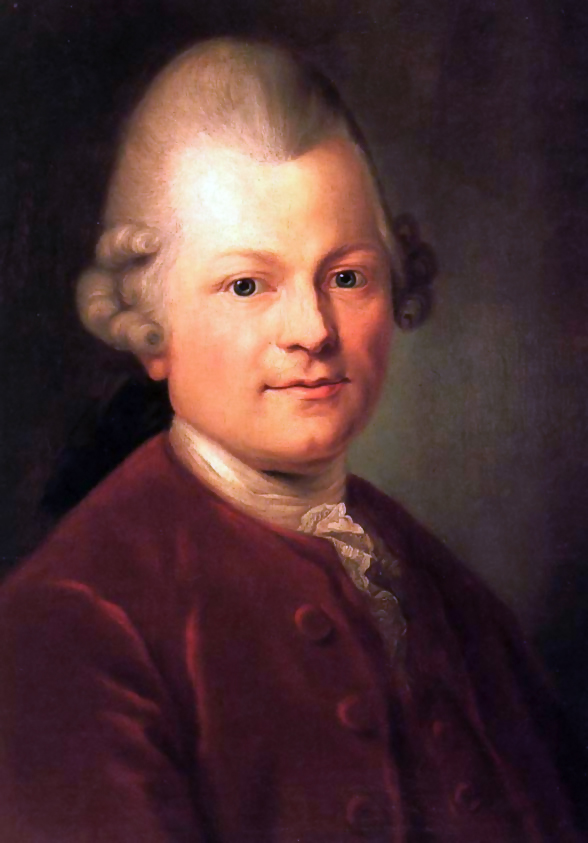
Gotthold Ephraim Lessing

Im Barock war Braunschweig unter anderem durch Herzog Anton Ulrich geprägt, der Schloss Salzdahlum nahe Wolfenbüttel als barocke Residenz mit einem französischen Lustgarten erbauen ließ. Mit dem 1690 eröffneten Opernhaus am Hagenmarkt schuf er den bis 1861 bestehenden kulturellen Mittelpunkt der Stadt. Das Herzog Anton Ulrich-Museum mit seinen bedeutenden Werken geht ebenfalls auf ihn zurück. Auf Anregung des Hofpredigers Johann Friedrich Wilhelm Jerusalem gründete Herzog Karl I. 1745 die voruniversitäre Lehranstalt Collegium Carolinum, aus der die heutige Technische Universität Braunschweig hervorging. Das Carolinum wurde durch die Berufung bedeutender Gelehrter wie Karl Christian Gärtner, Johann Arnold Ebert, Konrad Arnold Schmid, Justus Friedrich Wilhelm Zachariae und Johann Joachim Eschenburg zu einem Zentrum der Aufklärung im norddeutschen Raum. Mittelpunkt des Gelehrtenkreises war Gotthold Ephraim Lessing, der durch Vermittlung Eberts seit 1770 die Herzog August Bibliothek in Wolfenbüttel leitete. Am 13. März 1772 wurde seine Emilia Galotti im Opernhaus am Hagenmarkt uraufgeführt. Lessing starb 1781 in Braunschweig und wurde auf dem Magnifriedhof bestattet. Ebenfalls in Braunschweig uraufgeführt wurde am 19. Januar 1829 Johann Wolfgang von Goethes Faust I in der Inszenierung von Ernst August Friedrich Klingemann.

### Napoleonische Besatzung 1806 bis 1813

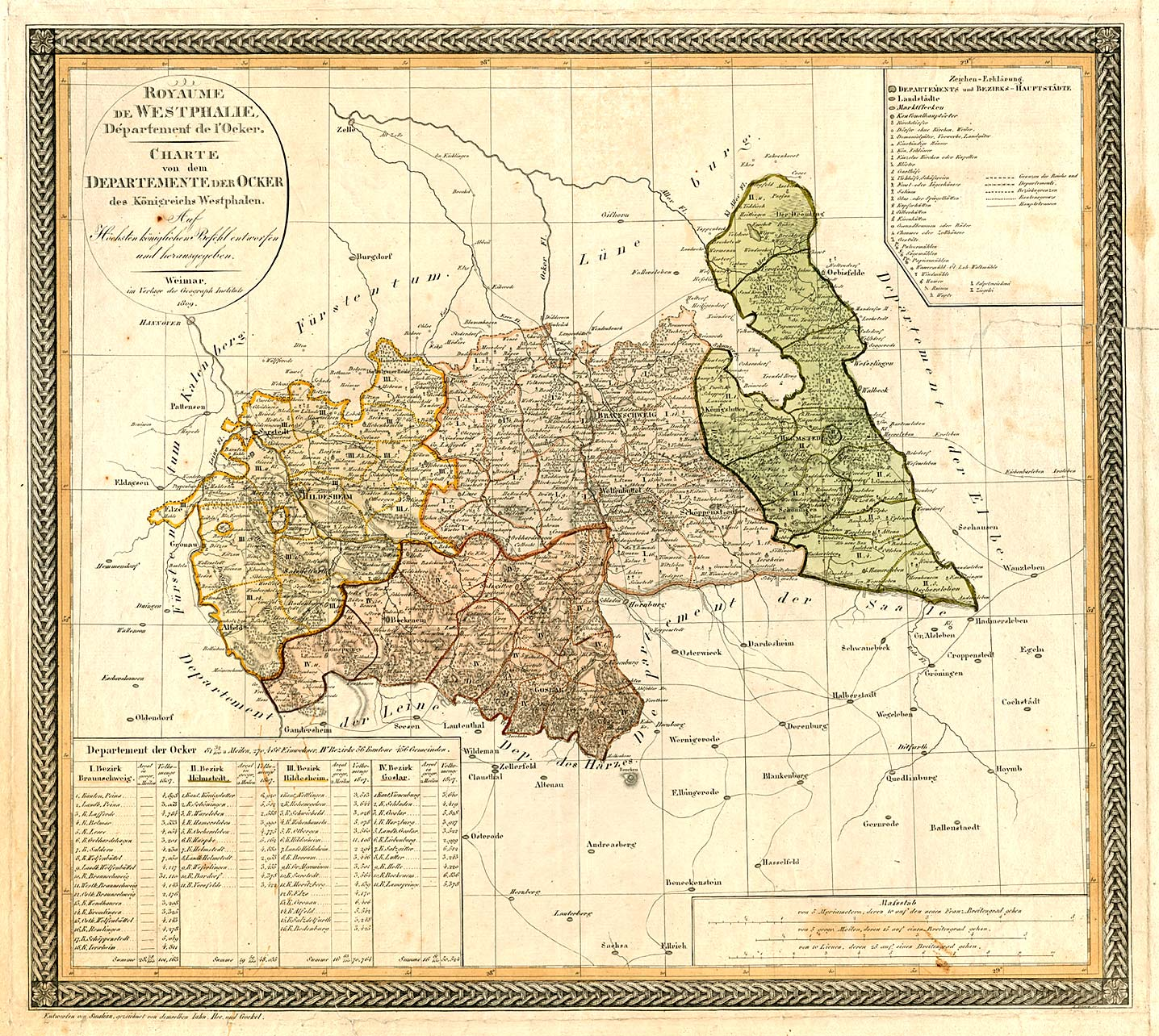
Das Departement der Ocker im Jahre 1809

Im Jahre 1806 wurde Karl Wilhelm Ferdinand, Herzog von Braunschweig, als preußischer Generalfeldmarschall in der Schlacht bei Jena und Auerstedt tödlich verwundet. Als Folge des sich daran anschließenden Friedens von Tilsit wurde Braunschweig von napoleonischen Truppen besetzt und war von Juli 1807 bis Oktober 1813 als Hauptstadt des Departements der Oker Teil des neu gegründeten Königreiches Westphalen, das wiederum Ende 1813 unterging.
Der französische Schriftsteller Stendhal (1783–1842), der in den Jahren 1806 bis 1808 als Verwaltungsbeamter in Braunschweig wirkte, liefert in seinen Tagebüchern (Tagebuch aus Braunschweig) und Reiseberichten (Eindrücke aus Norddeutschland) eine essayistische Beschreibung der Braunschweiger Gesellschaft jener Zeit.

### Residenzstadt des Herzogtums Braunschweig 1814 bis 1918

Karte von Braunschweig mit näherer Umgebung im Jahre 1899

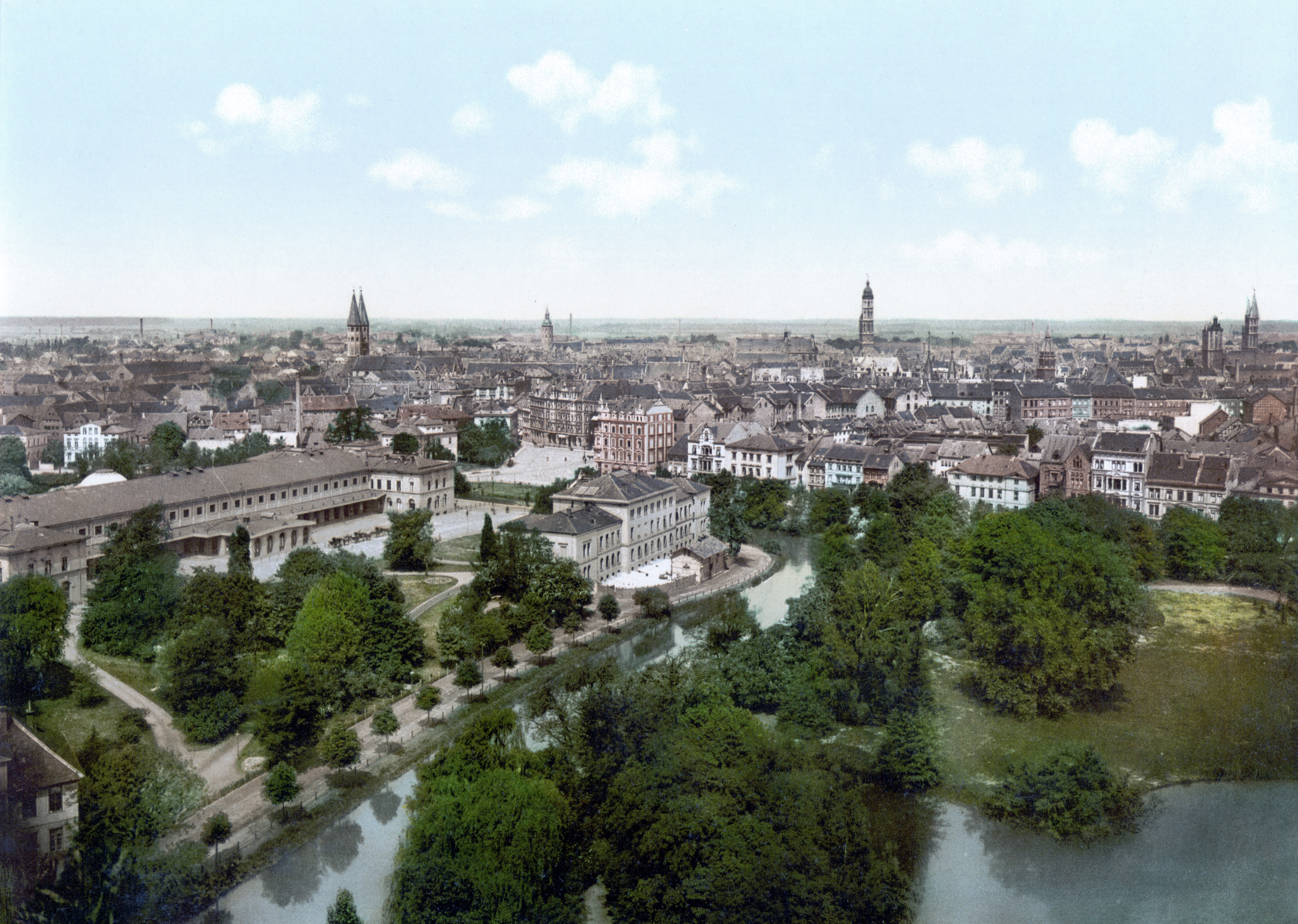
Braunschweig um 1900

Nach dem Wiener Kongress wurde das untergegangene Fürstentum Braunschweig-Wolfenbüttel als Herzogtum Braunschweig 1814 neu gegründet, in dessen Folge im selben Jahr die Polizeidirektion Braunschweig entstand. Hier gehörte Braunschweig zunächst zur Kreisdirektion Wolfenbüttel. Die Stadt Braunschweig erhielt jedoch 1825 die städtische Selbstverwaltung zurück. Weitere wichtige Entwicklungen für die Stadt waren die Neue Landschaftsordnung für das Herzogtum Braunschweig vom 12. Oktober 1832 sowie 1834 der Erlass der Allgemeinen Städteordnung für das Herzogtum Braunschweig.
Die Neue Landschaftsordnung des Herzogtums Braunschweig von 1832 wird von verschiedenen Autoren als Beginn des Landkreises Braunschweig gewertet. Im § 66 werden die Ämter des Landes genannt und zu Wahlkreisen für die Standesversammlung zusammengefasst. Für das Gebiet der Stadt und des ehemaligen Landkreises werden die Stadt Braunschweig (mit sechs Abgeordneten) und die Ämter Vechelde und Riddagshausen (mit einem gemeinsamen Abgeordneten) genannt. Ab Januar 1833 wurden die Stadt Braunschweig, die Ämter Vechelde und Riddagshausen zur Kreisdirektion Braunschweig zusammengefasst. Die insgesamt sechs Kreise bildeten eine Landesdirektion mit Sitz in Braunschweig, an deren Beratungen die „Vorstände des Magistrats zu Braunschweig und zu Wolfenbüttel Antheil“ hatten.
Es folgte der Aufbau städtischer Behörden. Zunächst wurde 1830 das Haus Kleine Burg 1 (frühere Domdechanei) durch die Stadt erworben und als „Stadthaus“ (Rathaus) genutzt. Seit 1848 heißt der Vorsitzende des Magistrats Oberbürgermeister. Dieses Amt hatte als erster Heinrich Caspari (bis 1879) inne. Mit der Städteordnung von 1850 wurde der Stadtmagistrat zur städtischen Verwaltungsbehörde, der eine Stadtverordnetenversammlung beigeordnet wurde. Im gleichen Jahr erfolgte die konsequente Trennung von Verwaltung und Justiz durch Umsetzung des Gerichtsverfassungsgesetzes vom 21. August 1849.
Gleichzeitig mit dem Aufbau der städtischen Behörden setzte 1838 durch die Inbetriebnahme der Eisenbahnlinie Braunschweig-Wolfenbüttel, der ersten staatlich betriebenen deutschen Bahnstrecke, die Industrialisierung Braunschweigs ein.
In den Deutschen Krieg von 1866 trat das Herzogtum Braunschweig erst in letzter Minute auf Seiten Preußens ein und entging damit der drohenden Annexion, die das benachbarte welfische Hannover nach der Schlacht bei Langensalza traf. 1871 wurde das Herzogtum ein Bundesstaat des Deutschen Reiches. Nachdem Herzog Wilhelm 1884 als letzter Welfe des Neuen Hauses Braunschweig ohne einen legitimen Nachkommen verstorben war, wurde Braunschweig bis Mitte 1913 durch einen Regenten regiert. Die erbberechtigte welfische Linie aus Hannover kam für eine Thronfolge aus politischen Gründen nicht in Frage. Der Bundesrat verabschiedete auf Druck Preußens ein entsprechendes Gesetz. Erst mit der Hochzeit zwischen Viktoria Luise, der Tochter Kaiser Wilhelms II., und Prinz Ernst August von Braunschweig-Lüneburg am 24. Mai 1913 kam es zur Aussöhnung zwischen Welfen und Hohenzollern, und ein Welfe wurde erneut Herrscher über Stadt und Land Braunschweig.
Im Verlauf des Ersten Weltkriegs wurde mit der Militär-Fliegerstation Braunschweig-Broitzem am 1. April 1917 der erste vollwertige Flugplatz der Stadt in Betrieb genommen.

## Zeit der Weimarer Republik

### November 1918 bis Mai 1919: Zwischen Krieg und Frieden

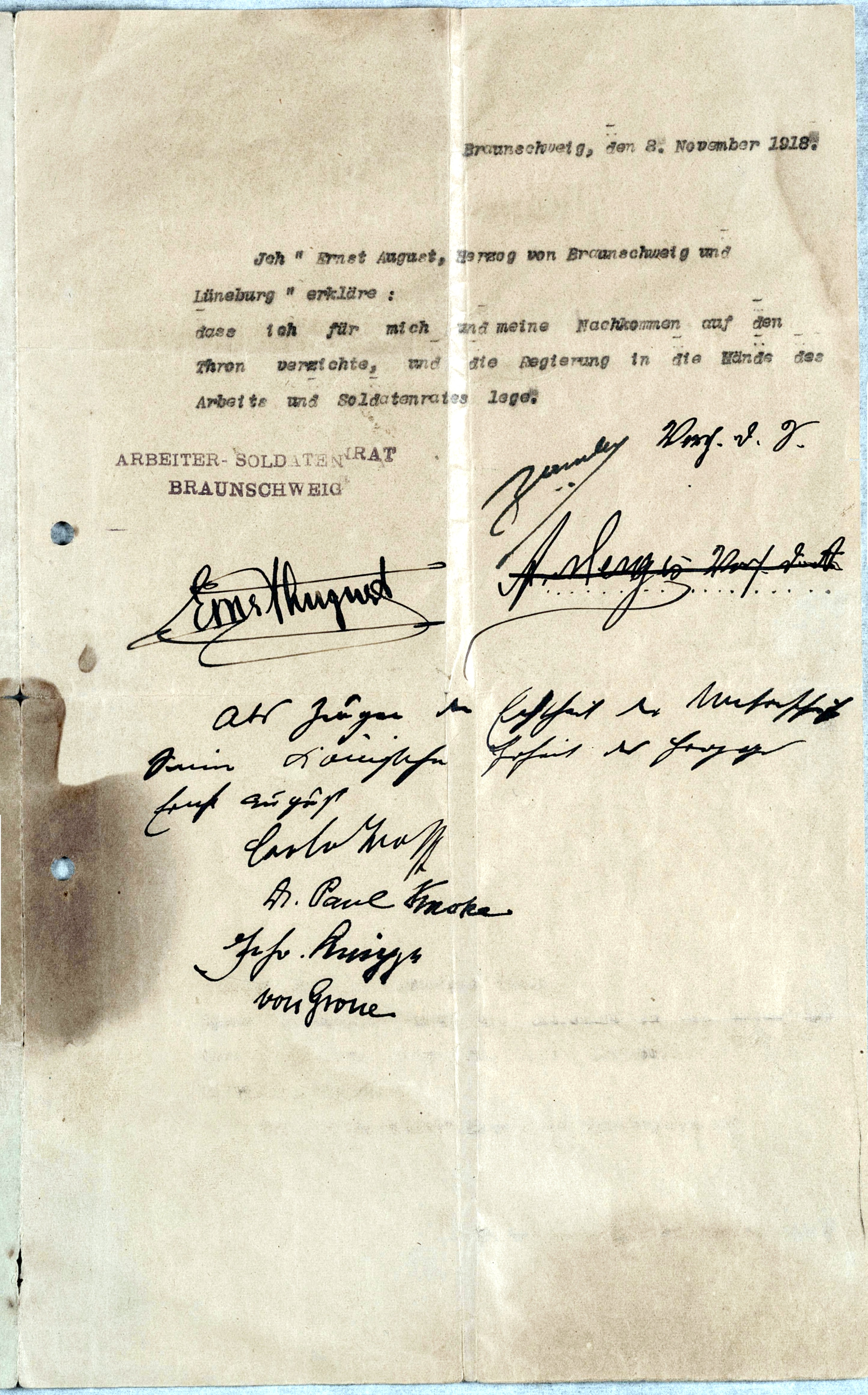
8. November 1918: Abdankungserklärung Herzog Ernst Augusts von Braunschweig

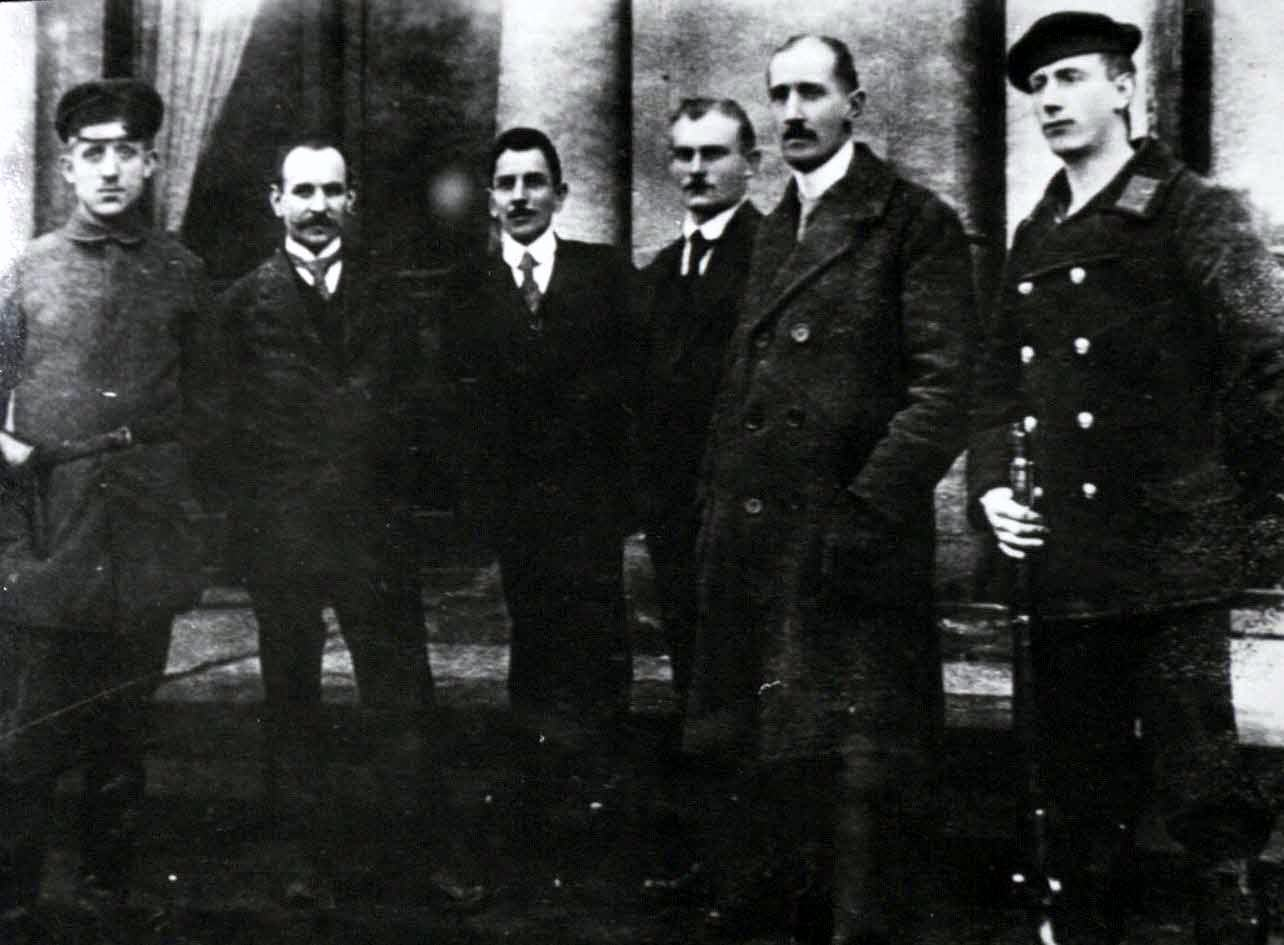
Novemberrevolution in Braunschweig, 8. November 1918: Die Delegation des Arbeiter- und Soldatenrates (v. l. n. r.: Friedrich Schubert, Henry Finke, August Merges, Paul Gmeiner, Hermann Schweiß und Hermann Meyer)

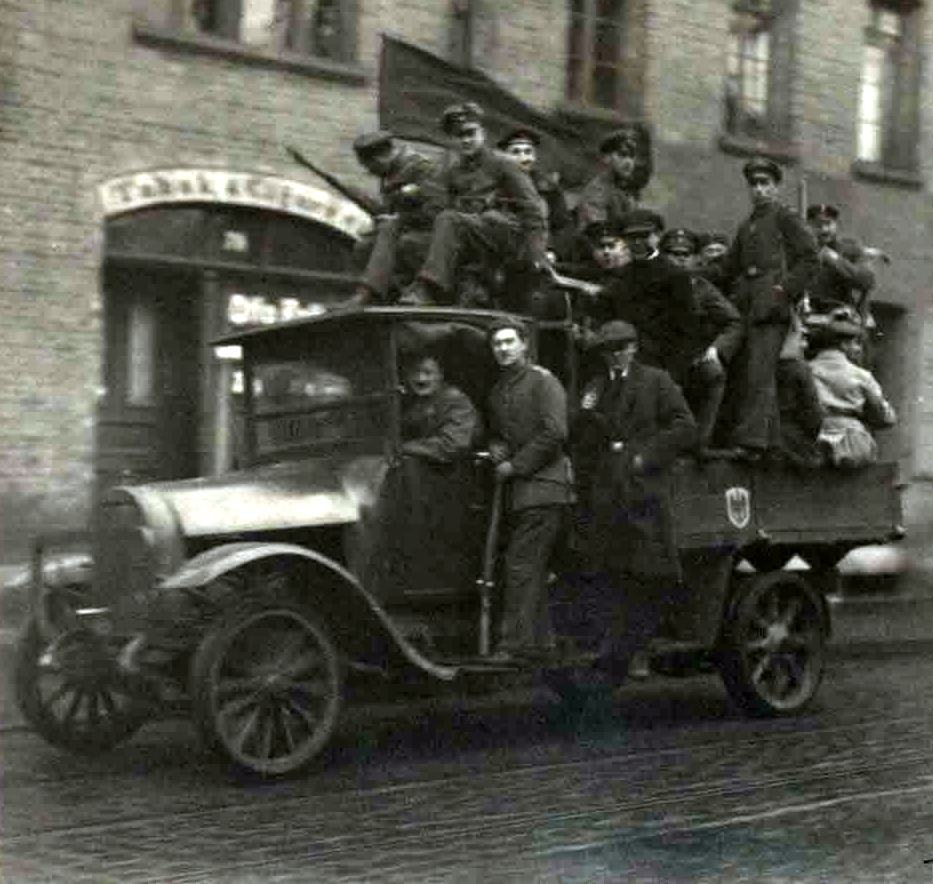
Revolutionstruppen auf einem Lkw in der Stadt

Gegen Ende des Ersten Weltkrieges stürzte das Deutsche Kaiserreich in eine tiefgreifende wirtschaftliche, soziale und politische Krise, die schließlich zur Novemberrevolution führte. Am 9. November 1918 kam es in Berlin zur Abdankung Wilhelms II., des letzten deutschen Kaisers, Friedrich Ebert wurde Kanzler, Philipp Scheidemann rief die Republik aus, während Karl Liebknecht seinerseits die „Freie Sozialistische Republik Deutschland“ proklamierte.
Am Nachmittag des 8. November 1918 erzwang August Merges (USPD) in Braunschweig mit einigen anderen die Abdankung Herzog Ernst-Augusts von Braunschweig-Lüneburg. Nach vollzogener Abdankung übernahm ein Arbeiter- und Soldatenrat die politische Führung. Am 10. November 1918 wurde eine Alleinregierung der USPD durch den Arbeiter- und Soldatenrat ausgerufen. Die „Sozialistische Republik Braunschweig“ wurde ausgerufen, deren erster Präsident August Merges auf Vorschlag von Sepp Oerter wurde. Am 22. Februar 1919 wurde eine Koalitionsregierung aus USPD und SPD unter Vorsitz von Sepp Oerter gebildet, und der braunschweigische Landtag verabschiedete die vorläufige Verfassung, die das Parlament zum Träger aller staatlichen Gewalt bestimmte.
Aufgrund der politisch wie wirtschaftlich sehr instabilen Lage in Stadt und Freistaat Braunschweig spitzte sich die Lage Anfang April 1919 dramatisch zu. Am 9. April riefen die Spartakisten auf dem Schlossplatz den Generalstreik aus. Der Streik hatte zur Folge, dass durchfahrende Züge nicht mehr abgefertigt wurden, wodurch vor allem der wichtige Ost-West-Fernverkehr und damit die Versorgung großer Teile Deutschlands mit Lebensmitteln und Kohle blockiert wurde. Der dadurch verursachte Rückstau löste in ganz Deutschland ein Verkehrschaos aus. Braunschweiger Beamte und Freiberufler gingen daraufhin in einen Gegenstreik. Ab dem 11. April kam das öffentliche Leben in der Stadt zum Erliegen. Da dies ein unhaltbarer Zustand war, beauftragte Reichswehrminister Gustav Noske den General der Freikorps-Truppen Georg Maercker, Recht und Ordnung im Freistaat wiederherzustellen. Am 13. April verhängte die Reichsregierung den Belagerungszustand über den Freistaat Braunschweig.
In den Morgenstunden des 17. April 1919 marschierten etwa 10.000 Soldaten mit Panzerwagen in die Stadt ein, ohne auf Widerstand zu stoßen. Volkswehr und Volksmarine wurden aufgelöst. Die Regierung Oerter wurde abgesetzt und der Landesarbeiterrat aufgelöst. Binnen kürzester Zeit war die öffentliche Ordnung wiederhergestellt. Maercker und der braunschweigische Politiker Heinrich Jasper (MSPD) verhandelten über die Bildung einer neuen Regierung. Am 30. April wählte der Braunschweiger Landtag eine neue Regierung, die von einer Koalition aus SPD, USPD und DDP gebildet wurde. Neuer Ministerpräsident wurde Heinrich Jasper.
Aufgrund der unerwartet friedlichen und sich schnell entspannenden Lage in der Stadt verließ sie Maercker mitsamt seinen Truppen bereits wieder am 10. Mai 1919. Stadt und Freistaat Braunschweig waren damit wieder unabhängig.

### Freistaat Braunschweig

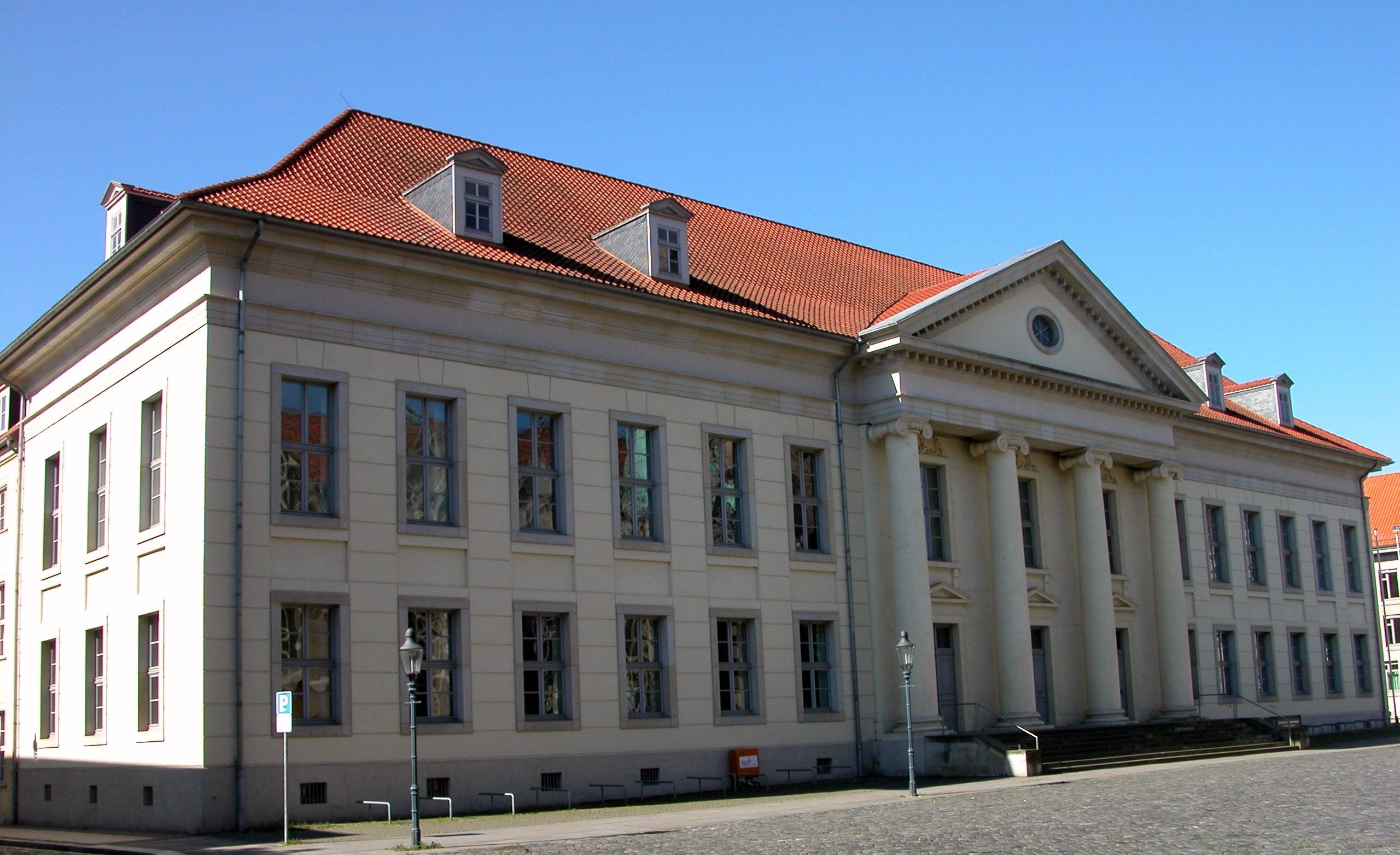
Das rekonstruierte ehemalige braunschweigische Landschaftliche Haus

Knapp ein Jahr nachdem die Freikorps-Truppen am 10. Mai 1919 aus der Stadt abgezogen waren, kam es am 13. März 1920 im 250 km östlich gelegenen Berlin zum Kapp-Putsch, einem konterrevolutionären Putsch, der zum Ziel hatte, die amtierende Reichsregierung unter Gustav Bauer zu stürzen und die junge Weimarer Republik zu zerstören. Der Putschversuch scheiterte aber bereits nach etwa 100 Stunden.
In Braunschweig galt seit dem 28. Januar 1920 wegen verschiedener Unruhen in der Folge der Novemberrevolution wieder der von der Reichsregierung Tage zuvor verhängte Ausnahmezustand. Versammlungen, Demonstrationen und Streiks waren verboten. Mit der „Durchführung der sich […] ergebenden militärischen Maßnahmen“ war der ehemalige Kommandeur des Braunschweigischen Infanterie-Regiments Nr. 92 Oberst Markus Stachow beauftragt, der gleichzeitig Garnisonsältester und Kommandeur des Reichswehr-Infanterieregimentes 20 war und dem später unterstellt wurde, mit den Kapp-Putschisten zu sympathisieren.
Durch die Vorgänge in Berlin alarmiert, rief die Braunschweiger USPD bereits am Nachmittag des 13. März zu einer Versammlung im Konzerthaus (heute Böcklerstraße 232) auf, auf der u. a. Sepp Oerter sprach. Unter Zustimmung der SPD und der DDP forderte er die Entwaffnung der Einwohnerwehr, während die USPD die Bewaffnung der Arbeiterschaft forderte. Ministerpräsident Jasper lehnte beides mit dem Hinweis ab, die Landesregierung sei Herrin der Lage. Bald darauf folgten Aufrufe zum Generalstreik in der Stadt. Das Militär sicherte daraufhin das Innenstadtgebiet zwischen Steinweg und Bohlweg mit dem Staatsministerium, dem Rathaus und dem Polizeipräsidium in der Münzstraße. Am Generalstreik in Braunschweig beteiligten sich 141 Werke.
Weil sich das Konzerthaus als viel zu klein erwies, versammelte sich am 15. März eine große Menschenmenge auf dem Leonhardplatz. Die Lage in Braunschweig blieb zunächst vergleichsweise ruhig, während im nahe gelegenen Schöningen Zusammenstöße zwischen Spartakisten, Einwohner- und Reichswehr acht Tote (sieben Arbeiter und einer von der Einwohnerwehr) forderten. Das zum Freistaat gehörende Holzminden wurde von 500 Reichwehrangehörigen besetzt. Schließlich kam es auch in Braunschweig zu blutigen Zusammenstößen zwischen Streikenden und Reichswehr. So fuhren zwei Autos der Sicherheitspolizei in eine Ansammlung Streikender und verletzten mehrere; am Nachmittag wurden auf dem Bohlweg und dem Steinweg zwei junge Arbeiter erschossen. Der Kommandierende Stachow wollte daraufhin direkt gegen die Streikleitung vorgehen, jedoch verweigerte ihm Ministerpräsident Jasper die Unterstützung. Die Stimmung in Braunschweig kippte schnell in Richtung einer Kraftprobe zwischen Linksputschisten und antirepublikanischen Reichswehreinheiten. Nunmehr wurde auch der Rücktritt der Regierung Jasper gefordert. Die Lage in der Stadt eskalierte weiter, sodass es in der Nacht bei Broitzem (heute ein Stadtteil von Braunschweig) zu einem schweren Feuergefecht zwischen Putschisten auf der einen und Einwohner- und Reichswehr auf der anderen Seite kam. Auf Seiten der Reichswehr und der Sicherheitspolizei waren schließlich zwei Tote und zwei Verletzte zu verzeichnen. Am 18. März kam es zu drei politischen Großveranstaltungen, auf denen u. a. wieder der Rücktritt der Regierung gefordert wurde. Jasper lehnte dies ab, zeigte sich aber bereit, im Landtag die Vertrauensfrage zu stellen. Am Nachmittag desselben Tages traf in Braunschweig die Meldung aus Berlin ein, dass der Kapp-Putsch gescheitert sei, worauf hin die Streikleitung mit 23 gegen 3 Stimmen den Generalstreik für beendet erklärte. Am nächsten Tag erschienen die meisten wieder zur Arbeit, ab dem 25. März lief alles wieder wie zuvor. Am 21. April 1920 trat Justizminister August Hampe zurück und erfüllte damit eine Forderung der Streikenden, die ihn zu den reaktionären Kräften zählten.
Bei den Wahlen am 16. Juni 1920 zum zweiten Braunschweigischen Landtag gewannen USPD und BLWV, MSPD und DDP mussten starke Verluste hinnehmen. Am 22. Juni wurde die neue Regierung unter Ministerpräsidenten Sepp Oerter gewählt. Ein Ergebnis des Kapp-Putsches in Braunschweig war die erhebliche Stärkung radikaler Elemente auf beiden Seiten.
Es folgten bis zur letzten Sitzung des braunschweigischen Landtags am 13. Juni 1933 die Regierungen Oerter (USPD), Junke (USPD), Antrick, die 2. Regierung Jasper, das Kabinett Marquordt (parteilos), die 3. Regierung Jasper, das Kabinett Küchenthal (DNVP) und schließlich die NSDAP-geführte Regierung Klagges, die dafür sorgte, dass der Landtag aufgrund Beschlussunfähigkeit nicht mehr zusammentrat.
Wirtschaftlich waren diese 13 Jahre in Braunschweig durch Arbeitskämpfe aufgrund der durch die Hyperinflation ausgelösten Teuerungswellen, Arbeitslosigkeit und Armut gekennzeichnet. Im November 1922 kam es deshalb in der Stadt zu schweren Unruhen. Mit Inkrafttreten der neuen Städteordnung des Freistaates Braunschweig vom 15. November 1924 schied am 1. April 1925 die Stadt Braunschweig aus dem Kreis Braunschweig aus und wurde kreisfreie Stadt (vgl. Landkreis Braunschweig). Politisch gewann die NSDAP nach Gründung erster Ortsgruppen in Wolfenbüttel und am 15. Februar 1923 in Braunschweig immer mehr Einfluss und Zulauf. So war die Partei durch den Übertritt Sepp Oerters ab Januar 1924 zum ersten Mal im braunschweigischen Landtag vertreten. Am 4. November 1925 kam Adolf Hitler zum ersten Mal nach Braunschweig, um eine programmatische Grundsatzrede zu halten.
Nachdem ab 1. Oktober 1930 in der Regierung Küchenthal bereits Nationalsozialisten als Minister vertreten waren, kam es ab November zu ersten faktischen Berufsverboten für SPD-Mitglieder. Kurz nachdem sich am 11. Oktober 1931 im knapp 40 km entfernten Bad Harzburg antidemokratische Nationalisten zur Harzburger Front zusammengeschlossen hatten, fand am 18. Oktober 1931 in Anwesenheit Hitlers ein Aufmarsch von angeblich 100.000 SA-Leuten vor dem Braunschweiger Schloss statt, den dieser abnahm. Im Umfeld dieser NS-Machtdemonstration kam es zu Straßenkämpfen mit Toten und Verletzten.

### Einbürgerung Adolf Hitlers

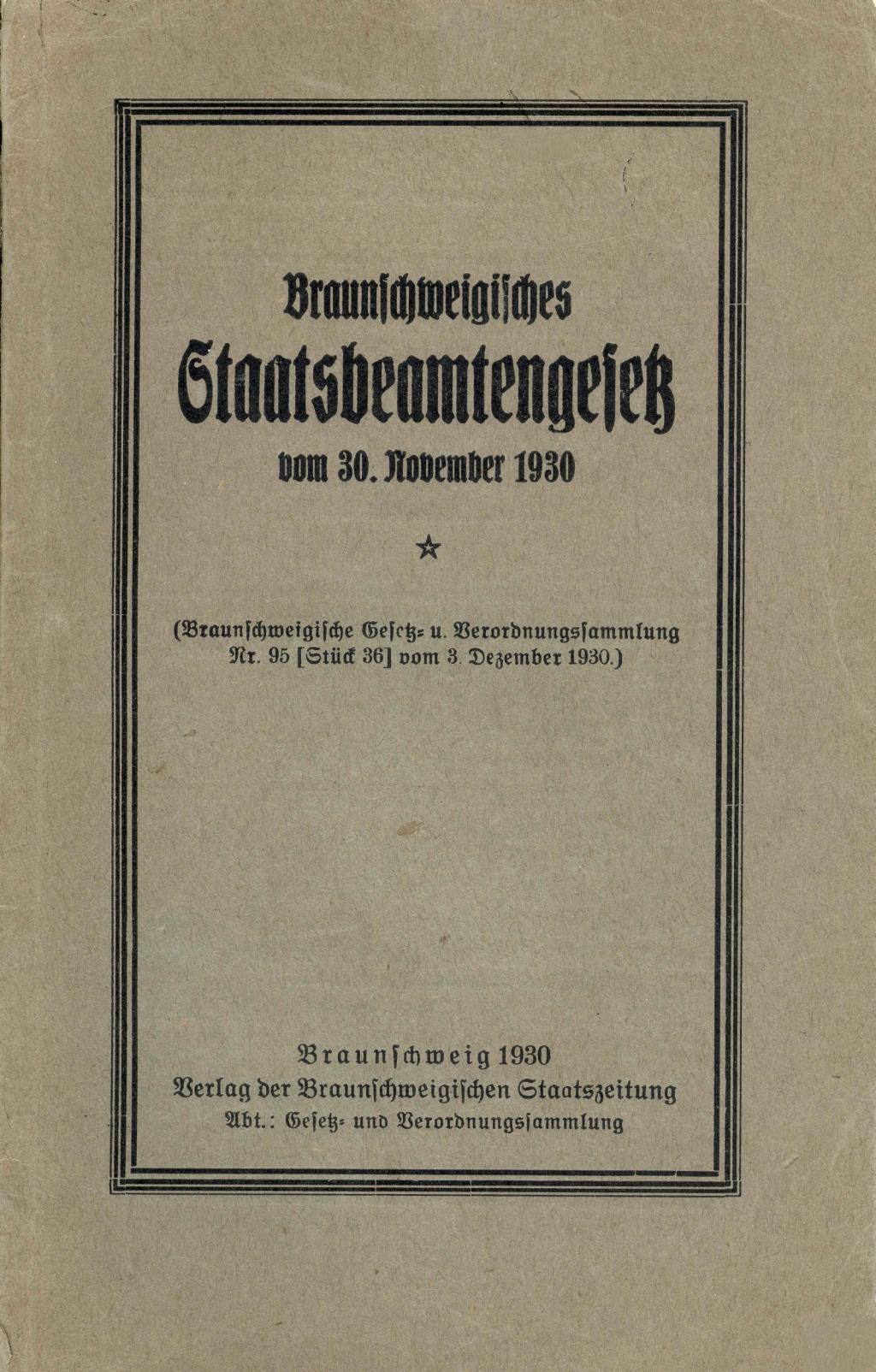
Braunschweigisches Staatsbeamtengesetz

Die Stadt Braunschweig wird fälschlicherweise dafür verantwortlich gemacht, dass der ehemals österreichische Staatsangehörige und seit 1925 auf eigenes Betreiben staatenlose Adolf Hitler durch eine Anstellung als Regierungsrat beim Braunschweiger Landeskultur- und Vermessungsamt (mit Datum vom 25. Februar 1932) – mit Dienstpflicht als Sachbearbeiter bei der Braunschweigischen Gesandtschaft in Berlin – die deutsche Staatsbürgerschaft erhielt.
Verantwortlich für diese Einbürgerung war allerdings nicht die Stadt Braunschweig, sondern das Land, der Freistaat Braunschweig. Im Gegensatz zum Freistaat, der mehrheitlich pro NSDAP eingestellt war, war die Situation in der Stadt Braunschweig eine ganz andere. Da die Stadt am Ende des 19. und zu Beginn des 20. Jahrhunderts stark von Industrie geprägt war, war auch das Bevölkerungsspektrum entsprechend stark proletarisch geprägt. Braunschweig war seit Jahrzehnten mehrheitlich „rot“, weshalb die NSDAP bis März 1933 in der Stadt Braunschweig selbst – im Gegensatz zum Freistaat Braunschweig – keine entscheidende Rolle spielte. Hitlers Gastspiel in Braunschweig war nur kurz. Schon vor 1932 war er nur selten und kurz in der Stadt, ein letztes Mal am 17. Juli 1935, als er das aufgedeckte Grab Heinrichs des Löwen im Braunschweiger Dom sowie die NS-Neubausiedlung Lehndorf besichtigte.

## Braunschweig im Nationalsozialismus

### Ausgangssituation
Im Gegensatz zu anderen Ländern oder Staaten der Weimarer Republik waren die Nationalsozialisten im Freistaat Braunschweig bereits sehr früh, nämlich schon 1930, und vor allem dauerhaft bis zur „Machtergreifung“ an der politischen Macht beteiligt und hatten so die einzigartige Möglichkeit, wichtige Ämter in Verwaltung und Politik im Freistaat nach und nach mit linientreuem NS-Personal zu besetzen und so die politischen Entscheidungen und die politische Entwicklung nicht nur in Braunschweig, sondern in ganz Deutschland im Sinne der NSDAP zur beeinflussen und schließlich zu steuern (siehe auch Einbürgerung Hitlers).

### Die NSDAP an der Macht

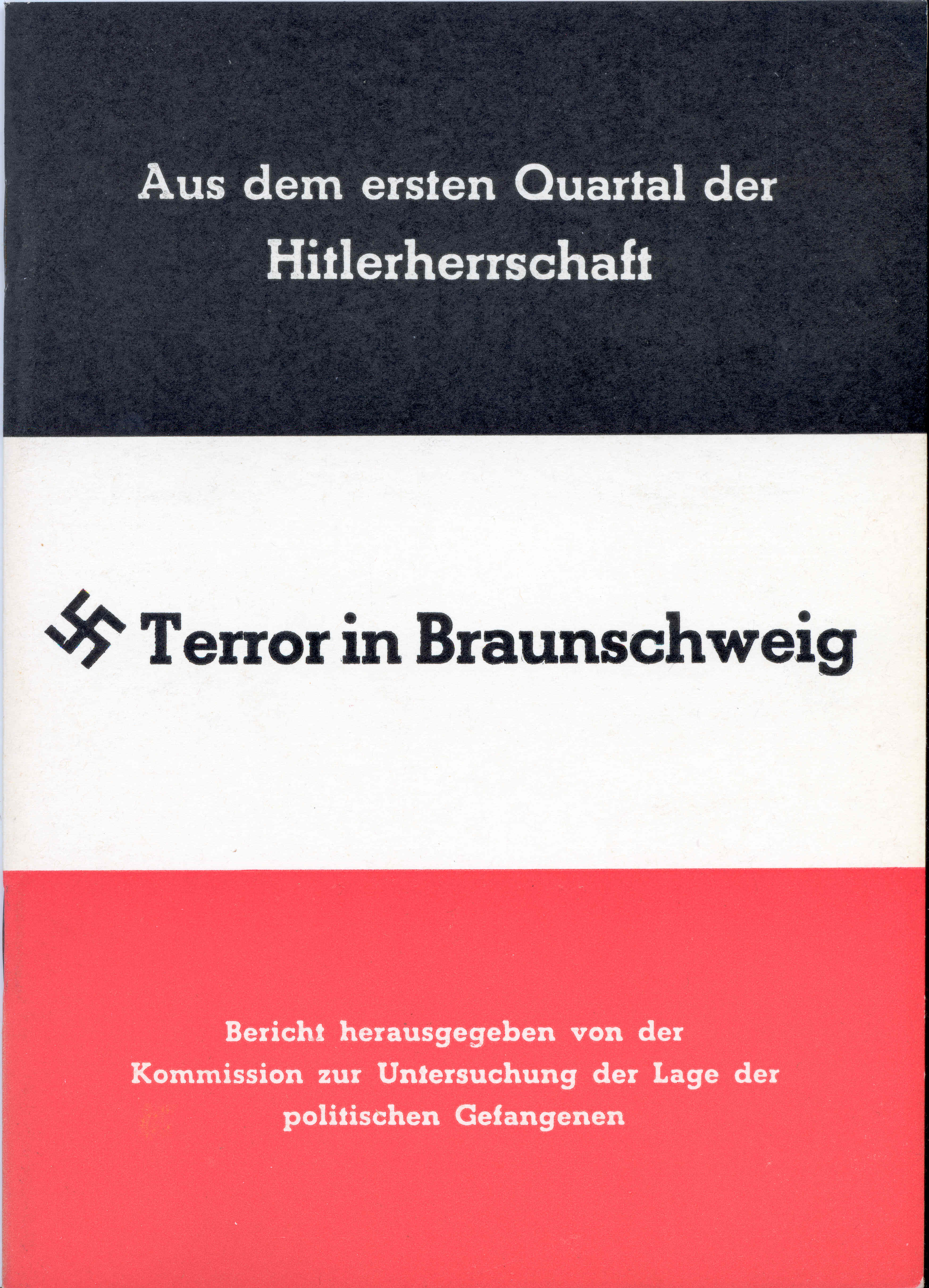
„Terror in Braunschweig“ von Hans Reinowski aus dem Jahre 1933

Nach dem Scheitern der SPD-Vorgängerregierung wurde im September 1930 im braunschweigischen Landtag eine Koalitionsregierung aus Bürgerlicher Einheitsliste (BEL) und NSDAP unter Vorsitz Werner Küchenthals (BEL) geschlossen, der die Koalition zusammen mit dem als „gemäßigt“ geltenden Anton Franzen (NSDAP) leitete. Franzen, seit 1. Oktober 1930 Innen- und Kultusminister, musste jedoch schon wenige Monate später wegen Begünstigung zurücktreten. Sein Amtsnachfolger wurde der ehrgeizige Dietrich Klagges (NSDAP). Klagges gelang es binnen kurzem, Demokraten wie Gemäßigte aus der Braunschweiger Justiz, Verwaltung und Politik zu entfernen bzw. zu verdrängen und frei werdende Stellen mit NSDAP-Hardlinern wie Friedrich Alpers (Justiz- und Finanzminister) und Friedrich Jeckeln (SS-Polizei- und Gestapoführer) zu besetzen.

#### Widerstand gegen den Nationalsozialismus
Schon kurz nach dem 30. Januar 1933 begann der Widerstand gegen das NS-Regime. August Merges, Präsident der „Sozialistischen Republik Braunschweig“, die im Zuge der Novemberrevolution in Braunschweig entstanden war, und Minna Faßhauer, erste Ministerin in Deutschland, sammelten Personen um sich, um mit ihnen Aktionen gegen die nationalsozialistische Herrschaft auszuführen. Hermann Schade gründete die Kommunistische Räte-Union, der auch Mitglieder der SPD, der KPD und bisher unorganisierte Jugendliche angehörten.
1934/35 gab es jedoch eine erste Verhaftungswelle; Mitglieder der verschiedenen Gruppen wurden inhaftiert, gefoltert und starben zum Teil an den Folgen (z. B. August Merges, Heinrich Jasper und Matthias Theisen). Einige überlebten, wie Minna Faßhauer in Haft im KZ Moringen.

#### Repression und Verfolgung
Das Trio Klagges, Alpers und Jeckeln war für sein äußerst brutales Vorgehen gegen politische Gegner, Juden, Zeugen Jehovas und andere hauptverantwortlich und berüchtigt – selbst in Berliner NSDAP-Kreisen wurde in Bezug auf die Zustände in Braunschweig von „Neu-Mexiko“ gesprochen. Die Machtposition der SS war in Braunschweig zu dieser Zeit gefestigter und größer als im restlichen Reichsgebiet. Wichtiger Teil des NS-Repressionsapparates war u. a. auch die Geheime Staatspolizei (Gestapo) mit den Dienststellenleitern: Friedrich Jeckeln, Eduard Holste, Horst Freytag und Günther Kuhl.
Besondere Beachtung verdient in diesem Zusammenhang der vom NS-Regime als sogenannter „Stahlhelm-Putsch“ bezeichnete Vorfall vom 27. März 1933, als ca. 1400 ehemalige Mitglieder des vom NS-Regime verbotenen Reichsbanners Schwarz-Rot-Gold von SS, SA und regulärer Polizei brutal daran gehindert wurden, in den Braunschweiger Landesverband des Stahlhelms, Bundes der Frontsoldaten, überzutreten. Viele wurden dabei bis zu 30 Stunden lang schwer misshandelt, wobei das Vorgehen durch NSDAP-Innenminister Klagges organisiert und gedeckt wurde. Das zweite Ereignis waren die Rieseberg-Morde vom 4. Juli 1933, für die Jeckeln und Alpers hauptverantwortlich waren und die Klagges gebilligt hatte. Politische Gegner wurden zum Teil bis in den Tod verfolgt, andere waren Schauprozessen und KZ-Haft ausgesetzt, wie Ernst Böhme oder Otto Grotewohl.

#### Judenverfolgung

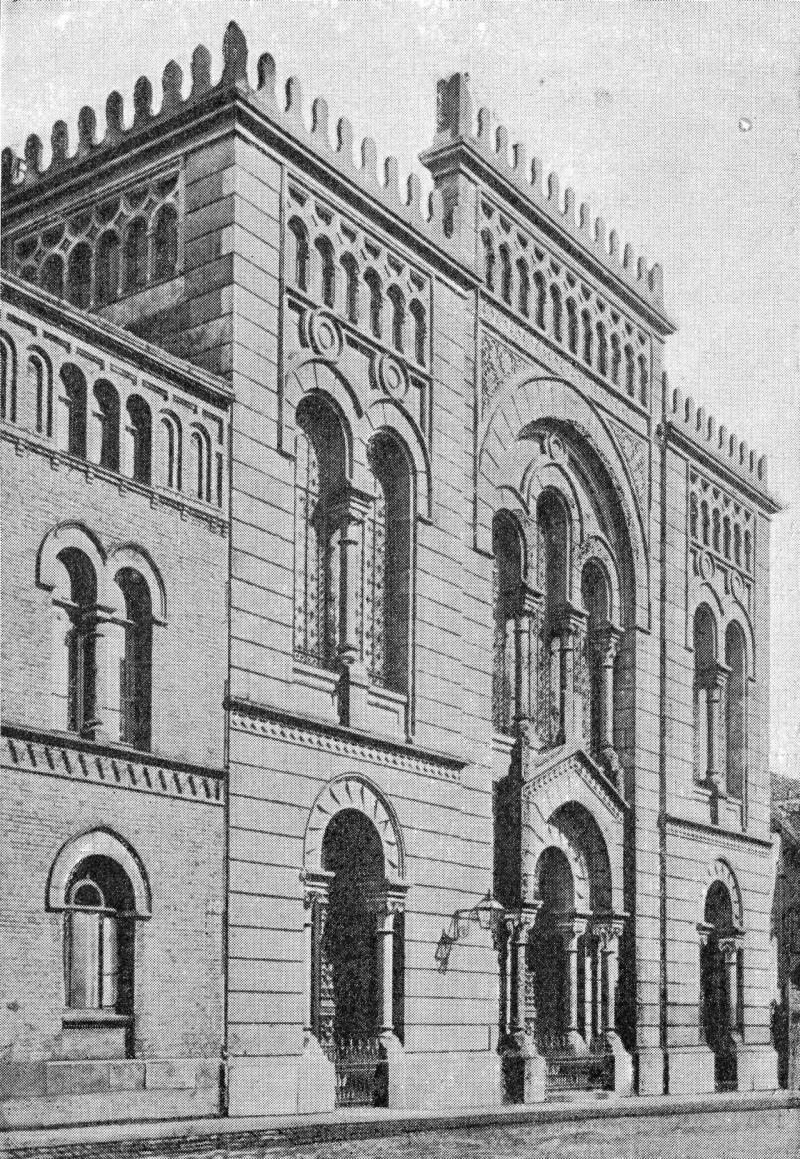
Die Neue Synagoge von 1873, während der Novemberpogrome 1938 zerstört

1933 lebten in Braunschweig nach einem Bericht der Gestapo 1100 Juden. Andere, nach Ansicht des Historikers Bein nicht so stichhaltige Quellen, gingen bis dahin von niedrigeren Zahlen aus. Entrechtung, Repression und Verfolgung von Braunschweiger Juden setzten aufgrund der gezielten Einflussnahme und Steuerung durch die NSDAP früher als im restlichen Deutschland ein. Auch hier waren Klagges, seit 6. Mai 1933 Ministerpräsident des Freistaates, Alpers und Jeckeln bzw. der von ihnen aufgebaute Unterdrückungsapparat aus „Hilfspolizei“, SA und SS maßgeblich beteiligt. So organisierte Alpers am 11. März 1933 erste antisemitische Ausschreitungen in der Stadt, die von der NS-Propaganda als „Warenhaussturm“ bezeichnet wurden.
Jeckeln wiederum war in Braunschweig der Organisator der von den Nationalsozialisten landesweit lancierten sogenannten „Reichskristallnacht“ vom 9. auf den 10. November 1938, der zahlreiche Juden zum Opfer fielen und in der jüdisches Eigentum beschädigt oder zerstört wurde (s. u. Judenverfolgung). Das braunschweigische Innenministerium berichtete wenig später, dass von den 1500 im Freistaat lebenden Juden noch 500 dort ansässig seien, von den in der Stadt lebenden waren noch 226 verblieben. In der Folge wanderten viele Braunschweiger Juden mit Sondertransporten aus. Der letzte verließ Braunschweig am 14. Mai 1941. Danach folgten ausschließlich Deportationen in verschiedene Konzentrations- und Vernichtungslager im Osten. Insgesamt gab es aus Braunschweig zwölf solcher Transporte, der erste fand am 21. Januar 1942 in Richtung Riga statt, der letzte am 25. Februar 1945. Bei ihm handelte es sich um Juden aus sogenannten „privilegierten Mischehen“, die in das KZ Theresienstadt gebracht wurden. Nachweislich wurden 196 Braunschweiger Juden ermordet. Die Dunkelziffer dürfte erheblich höher liegen.

#### Klagges’ Braunschweig-Pläne

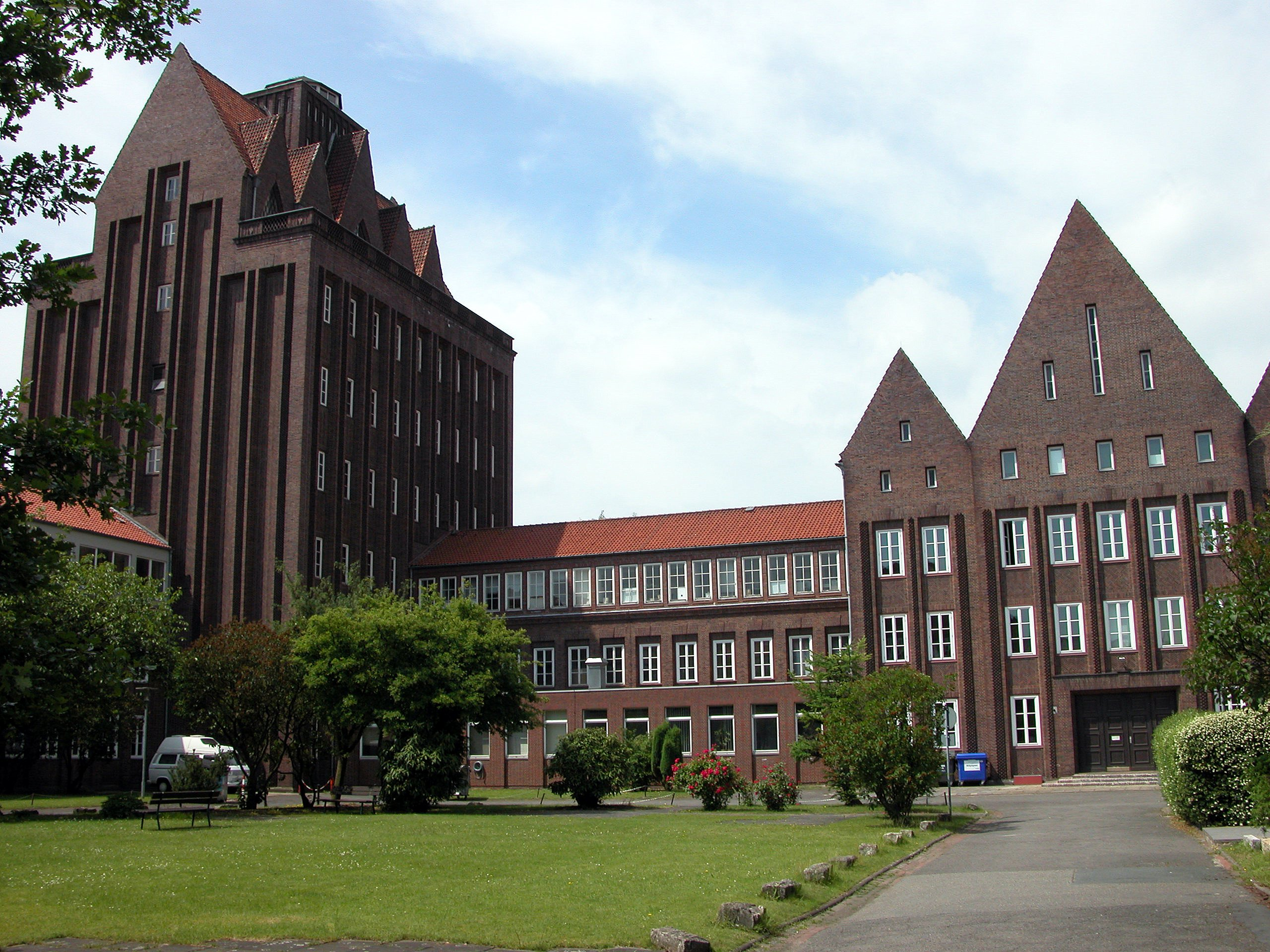
Ehemalige „Bernhard-Rust-Hochschule“ (Innenhof), heute Haus der Wissenschaft, rechts das Naturhistorische Museum (Rückseite)

Durch die sogenannte Gleichschaltung der Länder und den kontinuierlichen Machtzuwachs der NSDAP-Gaue auf Kosten der Landesregierungen (als staatlichen Institutionen) verlor Braunschweig als Landeshauptstadt an Bedeutung, ohne – wie die meisten anderen deutschen Landeshauptstädte – als Sitz einer Gauleitung diesen Verlust ausgleichen zu können. Stattdessen profitierte die mit Braunschweig traditionell konkurrierende Stadt Hannover als „Gauhauptstadt“ des Gaues Südhannover-Braunschweig von dieser Machtverlagerung.
NSDAP-Ministerpräsident Klagges verfolgte auch deswegen von Beginn an das Ziel, Braunschweig und den Freistaat zu einem nationalsozialistischen Musterland aufzubauen, um es so unabhängig wie möglich vom Berliner NS-Dirigismus zu halten und um seine eigene Position zu festigen. Eine Integration des Freistaates in Preußen lehnte er strikt ab. Hitler selbst hatte Klagges zugesichert, dass Braunschweig als kulturelles Zentrum erhalten bleibe und nicht etwa in einem „Reichsgau Hannover“ aufgehen würde. Zum eigenen Machtausbau versuchte Klagges einen neuen Gau ins Leben zu rufen – den „Gau Ostfalen“ mit Braunschweig als Gau-Hauptstadt und ihm selbst als Gauleiter. Unterstützung fand er dafür im Braunschweiger Bildungsbürgertum, im bürgerlichen Mittelstand, bei der Industrie- und Handelskammer und bei der evangelischen Kirche Braunschweig.
Mit diesem Ziel vor Augen unternahm Klagges etliches, um Braunschweigs politische und wirtschaftliche Position zu stärken. Erstes Anzeichen dafür war rege Bautätigkeit in der Stadt und im Umland. Es entstanden „Nationalsozialistische Mustersiedlungen“, von denen die wichtigsten Lehndorf, die Siedlung Mascherode („Südstadt“) und die Dietrich-Klagges-Stadt, die heutige „Gartenstadt“, waren, darüber hinaus entstanden die Schuntersiedlung und die Wabetalsiedlung.

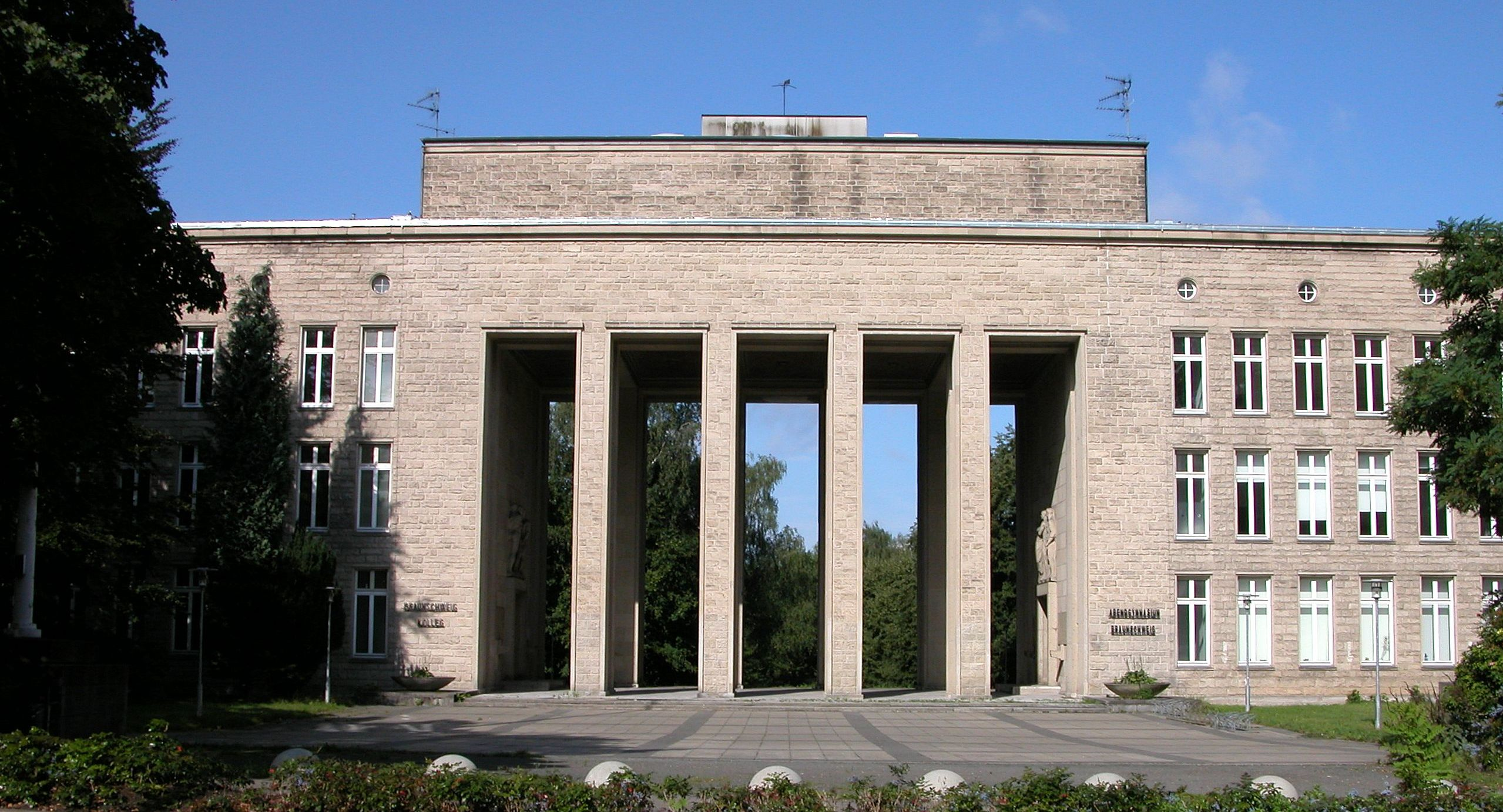
Ehemalige Akademie für Jugendführung, heute Braunschweig-Kolleg

Des Weiteren holte Klagges wichtige nationalsozialistische Institutionen in die Stadt, wie z. B. die Akademie für Jugendführung der Hitler-Jugend (HJ), die Deutsche Versuchsanstalt für Luftfahrt, die Führerschule des deutschen Handwerks, die Gebietsführerschule der Hitlerjugend „Peter Frieß“, das Luftflottenkommando 2, den für Hermann Göring erbauten Reichsjägerhof „Hermann Göring“, die SS-Junkerschule, die das ehemalige Braunschweiger Schloss nutzte, die „Bernhard-Rust-Hochschule“ und die Truppenführerschule des Reichsarbeitsdienstes.
Wirtschaftlich wurde Braunschweig zu einem Rüstungszentrum des „Dritten Reiches“ auf- und ausgebaut. Die wichtigsten Unternehmen waren: Büssing-NAG (Lkw), Rollei und Voigtländer (optische Präzisionsinstrumente), die Wilke-Werke (Stahlbau), Karges & Hammer (Geschützrohre), die Luther-Werke (Kampfflugzeuge), MIAG (Panzer), die Niedersächsischen Motorenwerke (Flugmotoren), Schmalbach-Lubeca, die Schuberth-Werke (Stahlhelme) und das Volkswagen-Vorwerk. Zudem erhielt Braunschweig Anschluss an die am nördlichen Stadtrand vorbeiführende neue Reichsautobahn Nr. 6 (heutige A 2) von Berlin über Magdeburg nach Hannover.
In unmittelbarer Nähe entwickelten sich weitere wichtige Industriezentren wie die Reichswerke Hermann Göring (in deren Aufsichtsrat Klagges ab 1937 war) und das Volkswagenwerk bei Fallersleben.

### Kriegsjahre

#### Zerstörung des alten Braunschweig
Vor dem Krieg bestand die Innenstadt aus etwa 2800 Häusern, die im Laufe von Jahrhunderten und somit in unterschiedlichen Stilperioden erbaut worden waren. Edeltraut Hundertmark erstellte dazu 1941 folgende Auflistung:
| Architekturstil            | Anteil in % |
| -------------------------- | ----------- |
| Gotik                      | 6,7         |
| Frührenaissance            | 4,2         |
| unsichere Typen            | 11,1        |
| Renaissance                | 8,7         |
| Barock                     | 24,9        |
| Rokoko                     | 11,5        |
| Klassizismus               | 10,7        |
| Nachklassizismus           | 2,5         |
| Gründer- und Vorkriegszeit | 19,2        |
| Gegenwart [= 1941]         | 0,5         |

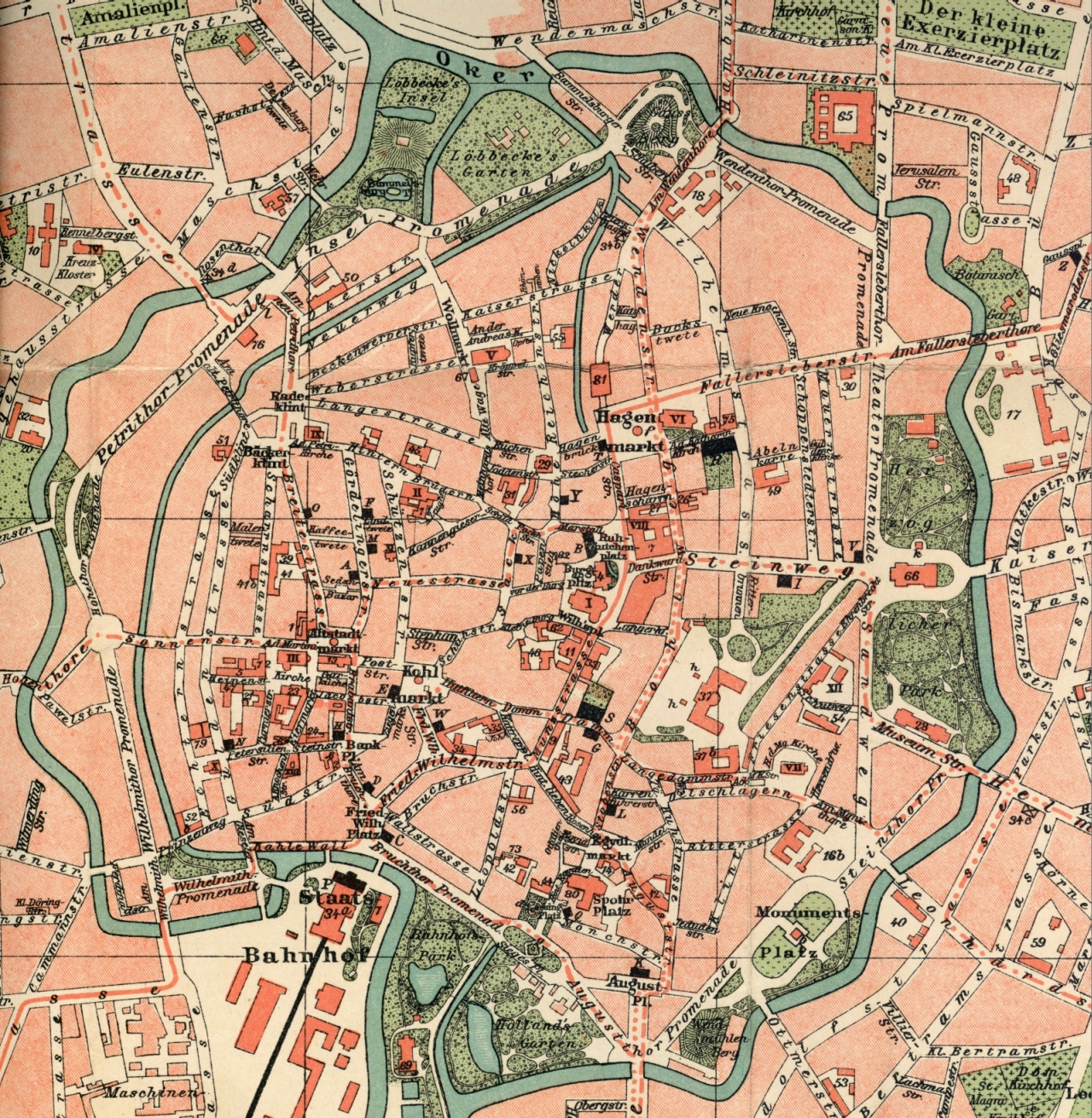
Braunschweig 1899 bzw. 1944

Während des Zweiten Weltkrieges wurde vor allem Braunschweigs durch Fachwerkhäuser geprägte Innenstadt durch zahlreiche Luftangriffe sehr stark zerstört (Zerstörungsgrad über 90 %) und so das Erscheinungsbild der Stadt bis in die Gegenwart hinein nachhaltig verändert. Ganze Wohnviertel und Straßenzüge wurden zum Teil so stark zerstört, dass von den ehemals etwa 800 Fachwerkhäusern der Stadt vor dem Krieg heute nur noch etwa 80 erhalten sind. Beispiele für die Zerstörungen des Krieges sind die Straßen Bäckerklint oder der Nickelnkulk, der aufgrund vollständiger Zerstörung ganz aus dem Stadtbild verschwand.
Mehr als 40 schwere und schwerste Angriffe britischer (RAF) und amerikanischer (USAAF) Bomberverbände galten zunächst überwiegend Rüstungsbetrieben (Flugzeuge, Panzer, optische Präzisionsinstrumente) sowie anderen kriegswichtigen Anlagen. Ab 1943 wurden diese Angriffe immer heftiger und bezogen bald das gesamte Stadtgebiet mit ein (s. „Big Week“ im Frühjahr 1944).

#### Bombenangriff vom 15. Oktober 1944

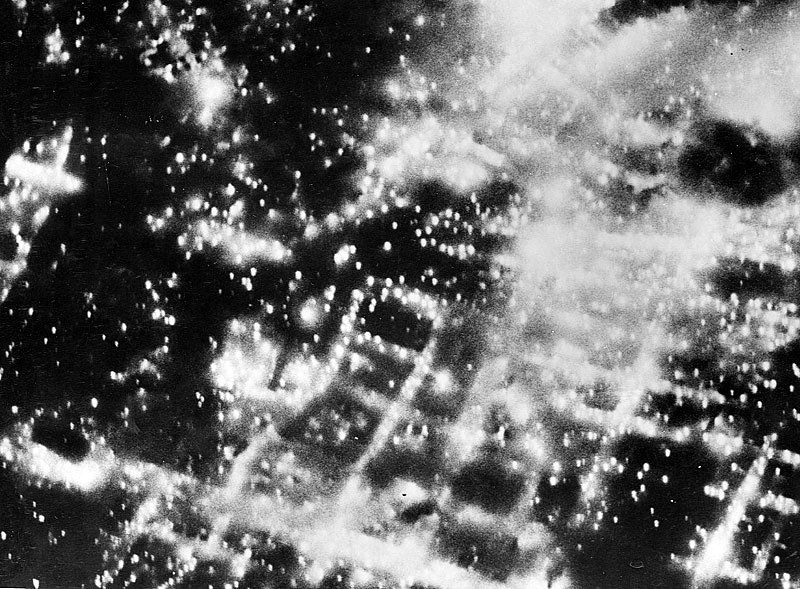
Die brennende Braunschweiger Innenstadt in den frühen Morgenstunden des 15. Oktober 1944

Beim verheerendsten Angriff auf Braunschweig, in der Nacht vom 14. Oktober auf den Sonntag, den 15. Oktober 1944, wurde fast die gesamte Innenstadt (etwa 150 Hektar beziehungsweise 90 % des historischen Stadtgebietes zerstört) und wurden fast alle Kirchen schwer beschädigt. Hunderte von Fachwerkhäusern gingen im 2½ Tage wütenden Feuersturm unter, da das British Bomber Command für dieses Flächenbombardement eine Mischung aus 200.000 Phosphor-, Brand- und Sprengbomben verwendete, um möglichst großflächige Schäden durch schwer zu bekämpfende Brände zu verursachen. Durch eine Ironie des Schicksals blieb der Braunschweiger Dom, der den Bombern als Zielpunkt diente und den die Nazis zur Nationalen Weihestätte umfunktioniert hatten, von der Zerstörung verschont. Im Oktober 1944 hatte die Stadt noch etwa 150.000 Einwohner. Nach neuesten Schätzungen starben durch diesen Angriff ungefähr 1000 Personen in der Stadt. Ungefähr 23.000 Personen, die sich vor dem Bombardement in Bunker der Innenstadt gerettet hatten, saßen dort wegen des sich aus den Bränden entwickelnden Feuersturms gefangen und konnten durch die Initiative des Leutnants der Braunschweiger Feuerschutzpolizei, Rudolf Prescher, durch Bildung von „Wassergassen“ gerettet werden. Insgesamt sind dem Luftkrieg in Braunschweig nach neueren Schätzungen ungefähr 3500 Personen zum Opfer gefallen, mehr als 40 % davon waren Ausländer.

#### Kriegsende für Braunschweig

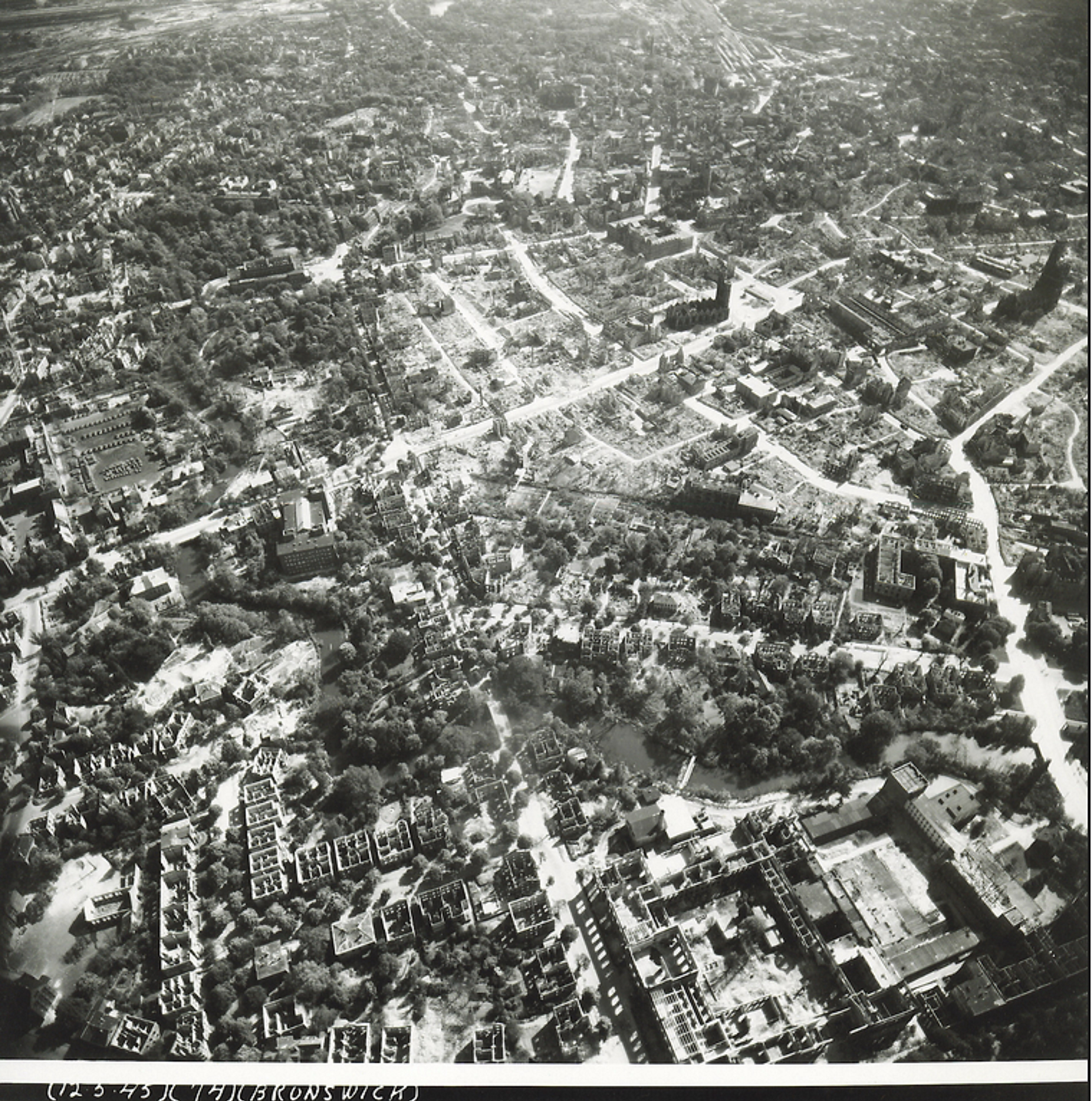
Braunschweig im Mai 1945. Foto der amerikanischen 392nd Bomb Group der USAAF ("Trolley-Mission")

In der Endphase des Zweiten Weltkrieges war Braunschweig schwerst zerstört, 90 % des Stadtzentrums sowie etwa 42 % der Gesamtstadt waren durch die über 40 Bombenangriffe der RAF und USAAF in Schutt und Asche verwandelt worden. Auch die Infrastruktur, Schienen- und Straßennetz, Versorgungsleitungen und Gas und Wasser, war schwer in Mitleidenschaft gezogen, die Stadt war mit Vertriebenen, Flüchtlingen, versprengten Soldaten aller Truppengattungen überfüllt, die desolate Wohnungs- und Versorgungslage tat ein Übriges.

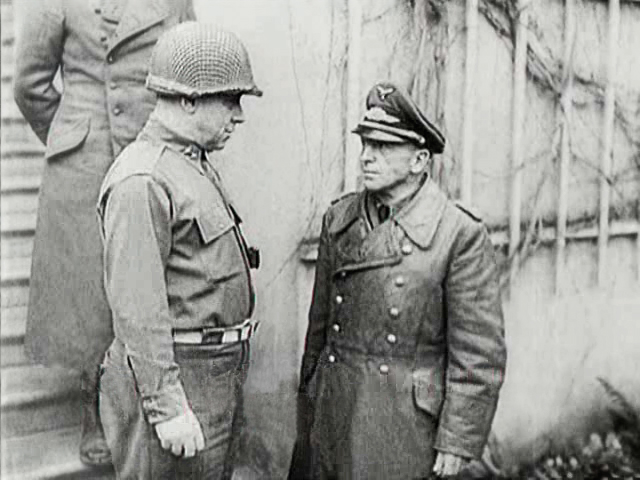
US-General Leland S. Hobbs (links) und Generalleutnant Karl Veith (rechts), letzter Kampfkommandant Braunschweigs; wahrscheinlich bei der Gefangennahme Veiths am 13. April 1945.

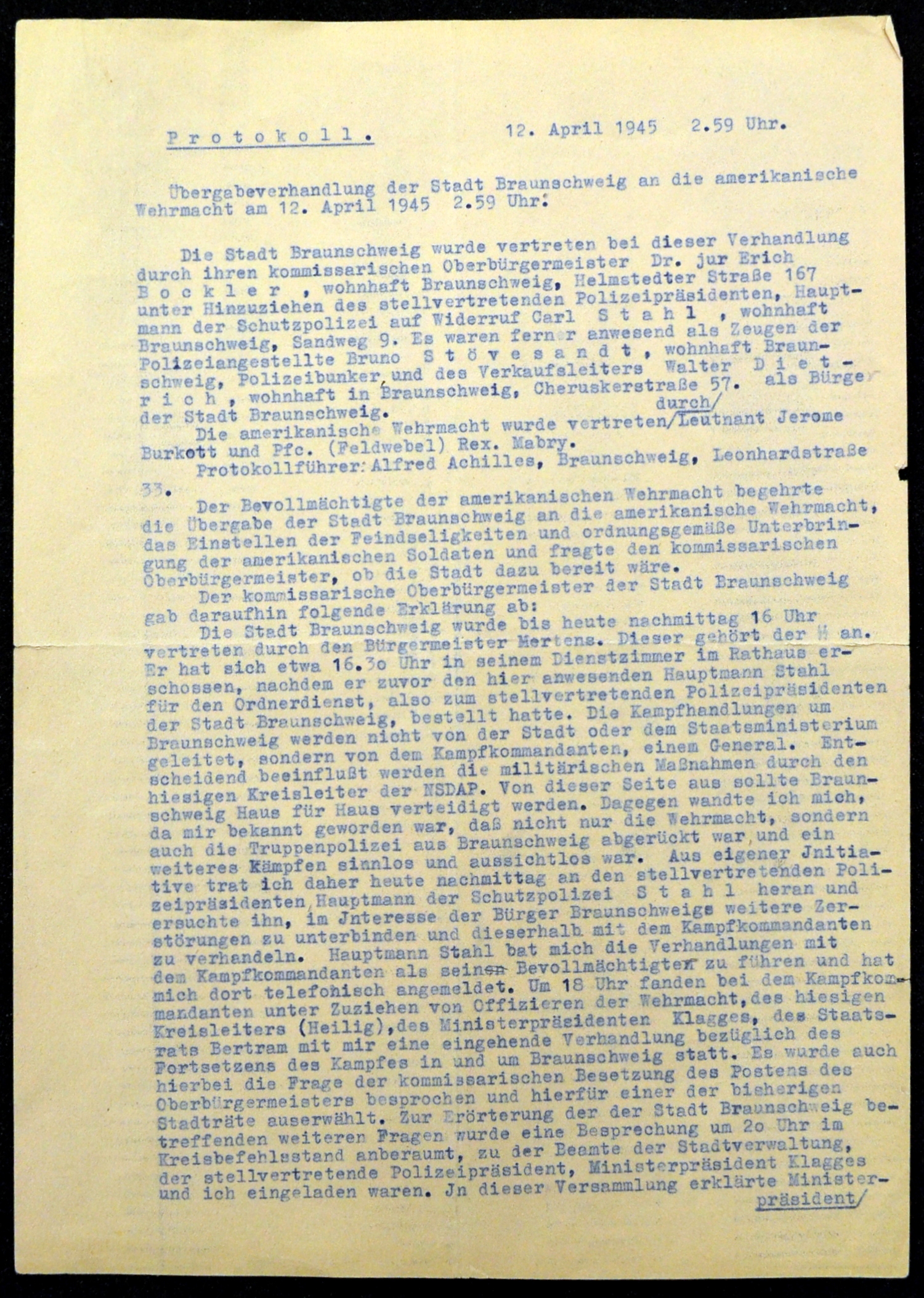
1. Seite des Übergabeprotokolls vom 12. April 1945

Auf ihrem Vormarsch nach Berlin erreichten Einheiten der 30. US-Infanteriedivision unter Generalmajor Leland S. Hobbs ungefähr am 8. April 1945 die ersten Dörfer und Vororte Braunschweigs. In der Stadt selbst versuchten die Nationalsozialisten unter Ministerpräsident Dietrich Klagges und NSDAP-Kreisleiter Berthold Heilig den „Widerstand bis zur letzten Patrone“ zu organisieren, was jedoch am Widerstand der kriegsmüden Bevölkerung scheiterte. Am 10. April 1945 verhandelte der Braunschweiger Kampfkommandant Generalleutnant Karl Veith mit den Amerikanern über die Übergabe der Stadt, lehnte eine förmliche Kapitulation jedoch ab. Daraufhin wurde Braunschweig weiter mit Artillerie beschossen und Tiefflieger griffen die Stadt bis in die Abendstunden des 11. April an. Am selben Tage nahm sich der bis dahin amtierende NSDAP-Oberbürgermeister Hans-Joachim Mertens das Leben. Klagges ernannte daraufhin Rechtsanwalt Erich Bockler zum Nachfolger Mertens’. Kreisleiter Heilig und andere Nazi-Größen flüchten in den Abend- und Nachtstunden vor den heranrückenden US-Truppen.
Das Protokoll der Übergabeverhandlungen der Stadt Braunschweig wurde am Donnerstag, dem 12. April 1945, um 2:59 Uhr unterzeichnet. Damit war der Krieg für die Stadt beendet. Anschließend besetzten die amerikanischen Truppen kampflos die Stadt. NSDAP-Ministerpräsident Klagges wurde am 13. April 1945 verhaftet, die alliierte Militärregierung bezog das Veltheimsche Haus auf dem Burgplatz. Am 5. Juni ging das Kommando auf die britischen Streitkräfte über. Braunschweig war damit Teil der Britischen Besatzungszone geworden.

## Nachkriegszeit

### Wiederaufbau

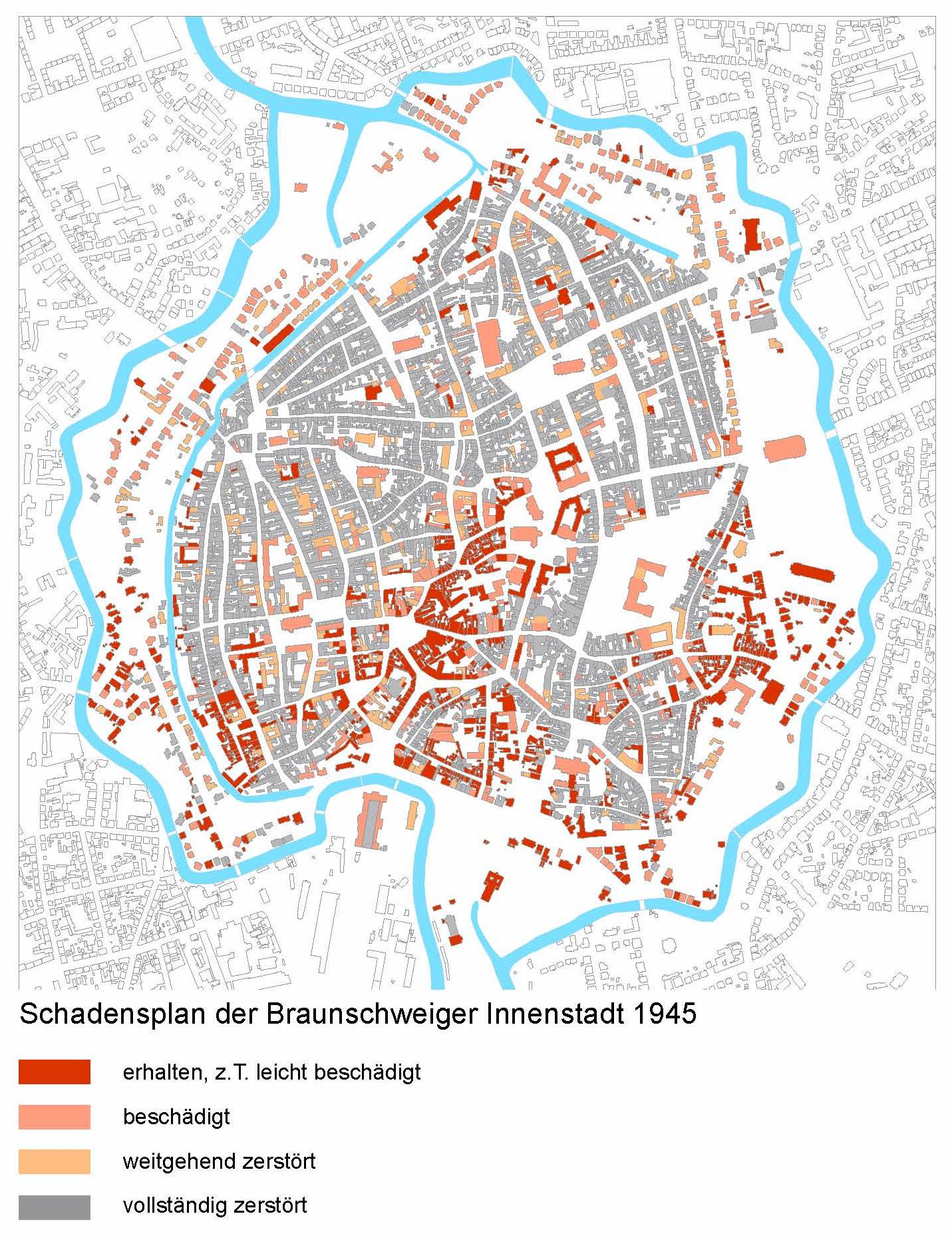
Schadensplan der Braunschweiger Innenstadt vom Mai 1945:
Legende: grau = vollständig zerstört; rot = erhalten

Johannes Göderitz: Braunschweig. Zerstörung und Aufbau. In: Kommunalpolitische Schriften der Stadt Braunschweig. Heft 4, Mai 1949.

Am 17. Juni 1946 begann offiziell die Trümmerräumung in der Stadt. Die Trümmermenge wurde auf 3.670.500 m³ geschätzt. Damit gehörte Braunschweig zu den am schwersten zerstörten Städten in Deutschland. Der Trümmerplan aus dem Jahre 1948 zeigt das Stadtzentrum in weitgehend verwüstetem Zustand, erschlossen nur durch zahlreiche kleine Gleise verschiedener Trümmerbahnen, mit deren Hilfe der Schutt abtransportiert wurde.
Die Räumung dauerte 17 Jahre – erst 1963 erklärte die Stadt offiziell die Aufräumarbeiten für beendet. Tatsächlich jedoch wurden sie noch Jahre danach fortgesetzt. Unbebaute Grundstücke, als „Trümmerflächen“ oder „Trümmergrundstücke“ bezeichnet, prägen das Stadtbild an einigen Stellen noch bis heute. In den 1990er Jahren wurde damit begonnen, letzte, deutlich sichtbare Lücken durch neue Bebauung zu schließen. Dennoch existieren immer noch einige unbebaute Brachen oder Ruinen im Innenstadtbereich.
Der Wiederaufbau Braunschweigs ging in den 1950er und 1960er Jahren schnell voran, denn es wurde dringend Wohnraum benötigt, um auch Flüchtlinge und Vertriebene aufnehmen zu können, und die beschädigte Infrastruktur musste wiederhergestellt werden. Da die Innenstadt weitestgehend eine Trümmerwüste war, ergriffen neue Stadtplaner, Städtebauer und Architekten, v. a. der sogenannten „Braunschweiger Schule“ unter Friedrich Wilhelm Kraemer, ihre Chance und entwarfen bis in die späten 1970er Jahre hinein die neue, moderne, und vor allem „autogerechte Stadt“. Dies wiederum führte an vielen Stellen zu weiteren Zerstörungen durch neu angelegte, teilweise überdimensionierte Straßenschneisen bzw. zum Abriss historisch gewachsener Stadtlandschaften und wirkt so bis in die Gegenwart fort. Zum Teil wurde der frühere Stadtgrundriss absichtlich ignoriert, beschädigte Gebäude oft voreilig abgerissen, statt instand gesetzt und der Verkehr bzw. das Auto zum Maßstab des „neuen Braunschweig“ erhoben. So entstand insbesondere im Stadtzentrum der Eindruck einer zweiten Zerstörung Braunschweigs.
Durch die nachträgliche Zerstörung historischen Bau- und Kulturgutes, wie z. B. den Abriss zahlreicher mittelalterlicher, barocker und klassizistischer Bauwerke sowie die Verlegung des Braunschweiger Hauptbahnhofes von der südlichen Innenstadt zum innenstadtfernen damaligen Friedrichplatz (der heute ein kleiner Teil des Berliner Platzes ist) im Jahre 1960 und die damit verbundene Aufwertung des damaligen Bahnhofes „Braunschweig-Ost“ zum neuen Hauptbahnhof, wurde ebenfalls in einem erheblichen Maße in die gewachsene Stadtstruktur eingegriffen. Die damit einhergehenden Baumaßnahmen zerstörten im südöstlichen Bereich der Stadt große Gebiete, die vom Krieg nur sehr wenig in Mitleidenschaft gezogen worden waren. So wurde z. B. Viewegs Garten, eine Parkanlage aus dem 19. Jahrhundert, erheblich verkleinert und ein ganzer Berg, der „Windmühlenberg“, abgetragen und der Straßenverlauf am Augusttorwall (heute Kennedy-Platz) vollkommen verändert. Auch das geschlossene bauliche Gefüge zwischen Adolfstraße und Ottmerstraße/Campestraße wurde durch die Neuanlage der überdimensionierten Kurt-Schumacher-Straße zerstört.
Der Abriss des schwer beschädigten Braunschweiger Schlosses im Jahre 1960 gegen den Willen vieler Bürger hatte zu zahlreichen Demonstrationen und sehr kontrovers geführten Diskussionen geführt. Das neu gegründete Land Niedersachsen hatte Mitte der 1950er Jahre die Stadt Braunschweig vor die Wahl gestellt, das Schloss entweder vollständig wiederaufzubauen oder abzureißen. Die politische Entscheidung fiel für den Abriss. Ähnlich wie bei dem Berliner Stadtschloss und anderen prominenten Bauwerken in anderen Städten wurde der Abriss dieses Wahrzeichens der Stadt in weiten Teilen der Bevölkerung als ein weiterer Identitätsverlust empfunden.
Um die so entstandene Brache wurde der Schlosspark auf 3,5 ha erweitert, Mitte 2005 wurde dann der komplette Park bis auf ein paar Bäume beseitigt. In jenem Jahr beschloss die Stadt nach langen, ebenso kontrovers geführten Diskussionen wie 1960 die Teil-Rekonstruktion der Schlossfassade unter Verwendung erhalten gebliebener Bau- und Zierelemente und die Integration des Ganzen in ein großes Einkaufs- und Kulturzentrum. Diese Bauarbeiten fanden im Frühjahr 2007 ihren Abschluss.
Ein weiteres Beispiel für den Wiederaufbau zunächst verlorener historischer Bausubstanz ist die durch die Bombenangriffe des Zweiten Weltkrieges vollkommen zerstörte Alte Waage, die von 1991 bis 1994 an ihrem ursprünglichen Standort, unter Einsatz alter Handwerkstechniken, rekonstruiert wurde.

### Neuordnung des Landes Braunschweig
Nachdem das Land Braunschweig 1946 im neu geschaffenen Bundesland Niedersachsen aufgegangen war, wurde der einem Regierungsbezirk vergleichbare „Verwaltungsbezirk Braunschweig“ geschaffen, zu dem unter anderem die kreisfreie Stadt und der Landkreis Braunschweig gehörten.
Im Rahmen der Kreisreform in Niedersachsen wurde der Landkreis Braunschweig am 28. Februar 1974 aufgelöst und sein Gebiet auf die umliegenden Landkreise aufgeteilt. Die Stadt selbst blieb kreisfrei. Am 1. August 1977 entstand schließlich aus dem Verwaltungsbezirk Braunschweig der neue Regierungsbezirk Braunschweig mit neuem Zuschnitt. Die Regierungsbezirke des Landes Niedersachsen wurden zum 1. Januar 2005 aufgelöst.

### Handel, Wirtschaft, Wissenschaft
Im Laufe seiner Geschichte machte Braunschweig zahlreiche, teilweise dramatische Wandlungen durch. So von einer mittelalterlichen Handwerker- und Kaufmannsstadt über eine herzogliche Residenz- und Garnisonsstadt im 17. und 18. Jahrhundert, in jüngerer Zeit über einen Industrie- und Rüstungsstandort, einer Stadt im Zonenrandgebiet bis zur heutigen Forschungs- und Wissenschaftsstadt („Stadt der Wissenschaft 2007“).

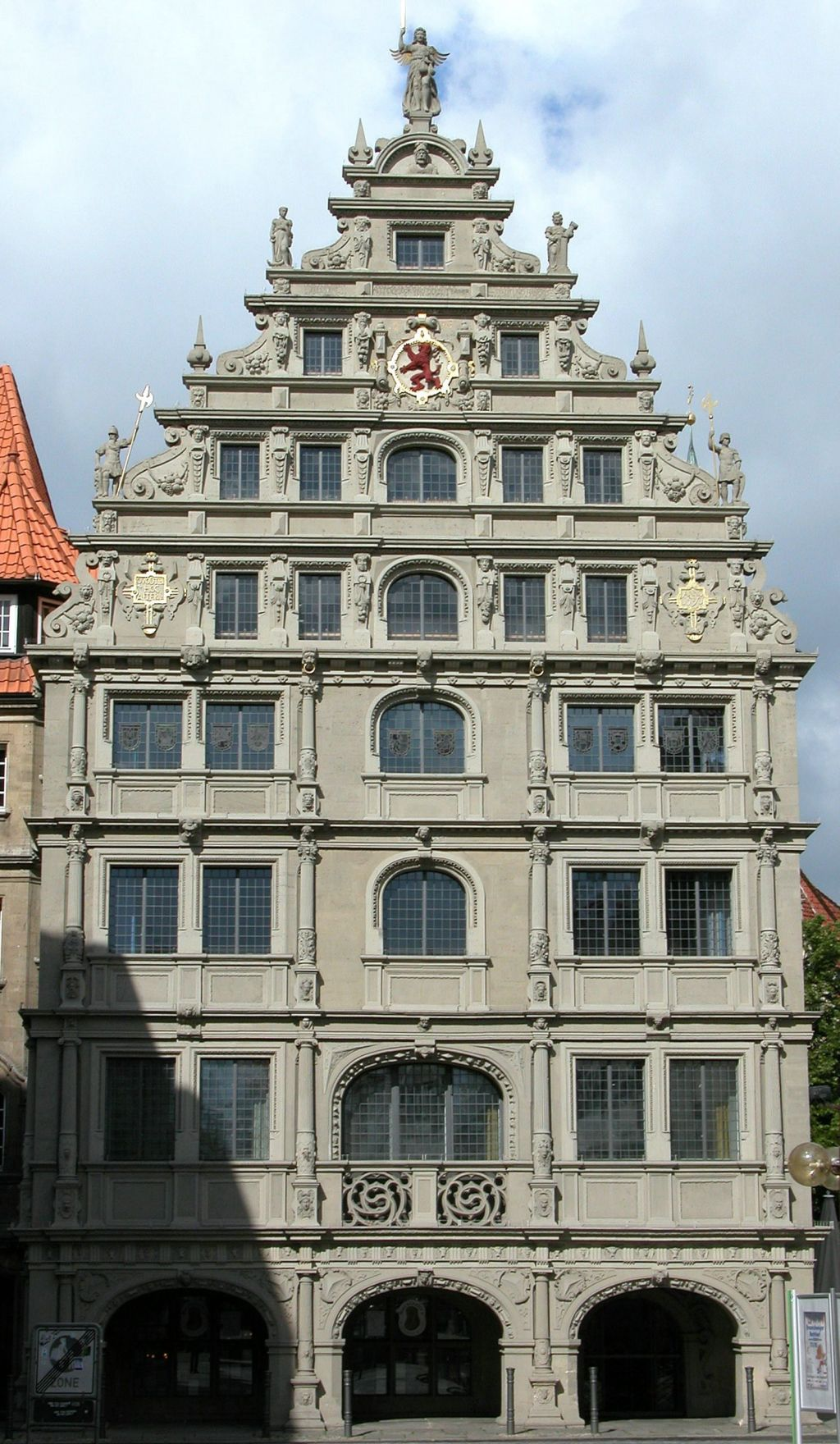
Ostfassade des Gewandhauses

Früher Widerhall des einstigen Reichtums findet sich noch heute in der Architektur der Stadt, so im Gewandhaus oder im Altstadtrathaus, aber auch in zahlreichen anderen, z. T. nach der Zerstörung der Stadt im Zweiten Weltkrieg wieder neu errichteten Gebäuden. Als Baumeister und Architekten wirkten u. a. Hermann Korb, Carl Theodor Ottmer und Peter Joseph Krahe.
Prägend wirkten bis in das 19. Jahrhundert hinein handwerkliche und kunsthandwerkliche Betriebe, wie z. B. derjenige der Kupferstecherfamilie Beck, die 81 Jahre hindurch durch Johann Georg Beck, dem sein Sohn Anton August folgte, vertreten war oder der Familie Stobwasser, deren Manufaktur für Lackmalerei und Luxusgüter europaweiten Ruf genoss und 100 Jahre lang hier ansässig war. Die Geigenbauerfamilie Rautmann hat ihren Unternehmenssitz seit 1844 in Braunschweig und ist heute die älteste Geigenbauwerkstatt Deutschlands. Andere Instrumentenbauer sind die Firmen Grotrian-Steinweg und Schimmel.
Auch als Finanzplatz war Braunschweig bekannt, so besteht das Bankhaus Löbbecke seit 1763; nur zwei Jahre später rief Herzog Karl I. 1765 das „Herzogliche Leyhaus“ ins Leben, aus der die Braunschweigische Staatsbank hervorging.
Die allmähliche Industrialisierung um die Mitte des 19. Jahrhunderts ist eng mit dem Bau der ersten deutschen Eisenbahnstrecke, der Herzoglich Braunschweigischen Staatseisenbahn, im Jahr 1838 verbunden, deren erste Verbindung vom Braunschweiger Bahnhof ins nahe Wolfenbüttel führte. 1841 trat das Herzogtum Braunschweig dem Deutschen Zollverein bei, 1864 wurde die Gewerbefreiheit eingeführt.

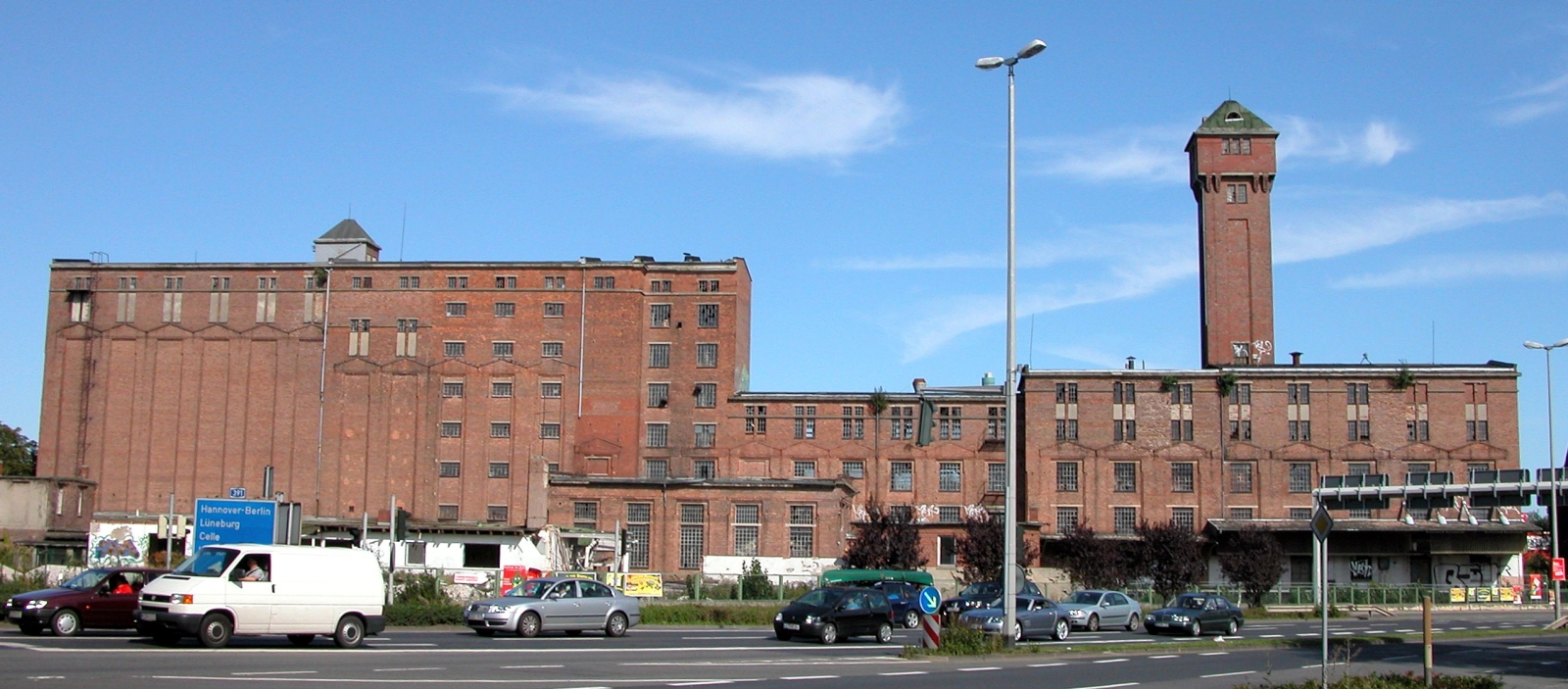
Roggenmühle Lehndorf aus dem Jahre 1912 (Aufnahme von 2006)

In der Folge siedelten sich zahlreiche Industriebetriebe in und um Braunschweig an, die wiederum einen verstärkten Zustrom von Arbeitskräften bedingten. 1890 überschritt die Einwohnerzahl die 100.000er-Marke. Neue Unternehmen entstanden, so z. B. im Maschinenbau, aber auch in der Konservenindustrie (Schmalbach-Lubeca) und der Weichen- und Signaltechnik. Heute betreibt Siemens mit dem Siemens-Werk Braunschweig das weltgrößte Werk für Eisenbahnsignaltechnik. Es folgten Unternehmen wie die Büssing (Lastkraftwagen und Omnibusse) oder die MIAG (Industriegetreidemühlen).
Das wirtschaftliche Wachstum zog die Gründung bzw. den Zuzug teilweise heute noch bestehender Unternehmen nach sich, so der Verlagshäuser Vieweg und Westermann oder der Kamerahersteller Voigtländer und Rollei. Ab 1938 wurde in Braunschweig das erste Volkswagen-Werk errichtet.
Neben den schweren Zerstörungen des Zweiten Weltkrieges war die deutsche Teilung ein weiterer schwerer Schlag für Stadt und Region Braunschweig, da die nunmehrige Zonenrandlage dazu führte, dass die Region als Folge der Teilung zu den strukturschwachen Gebieten zählte und ab 1965 von der Zonenrandförderung profitierte. Diese wirtschaftlich schwierige Zeit fand 1989 mit der Wiedervereinigung ihr Ende. Braunschweig befindet sich seither wieder im Zentrum und nicht mehr am Rande Deutschlands.

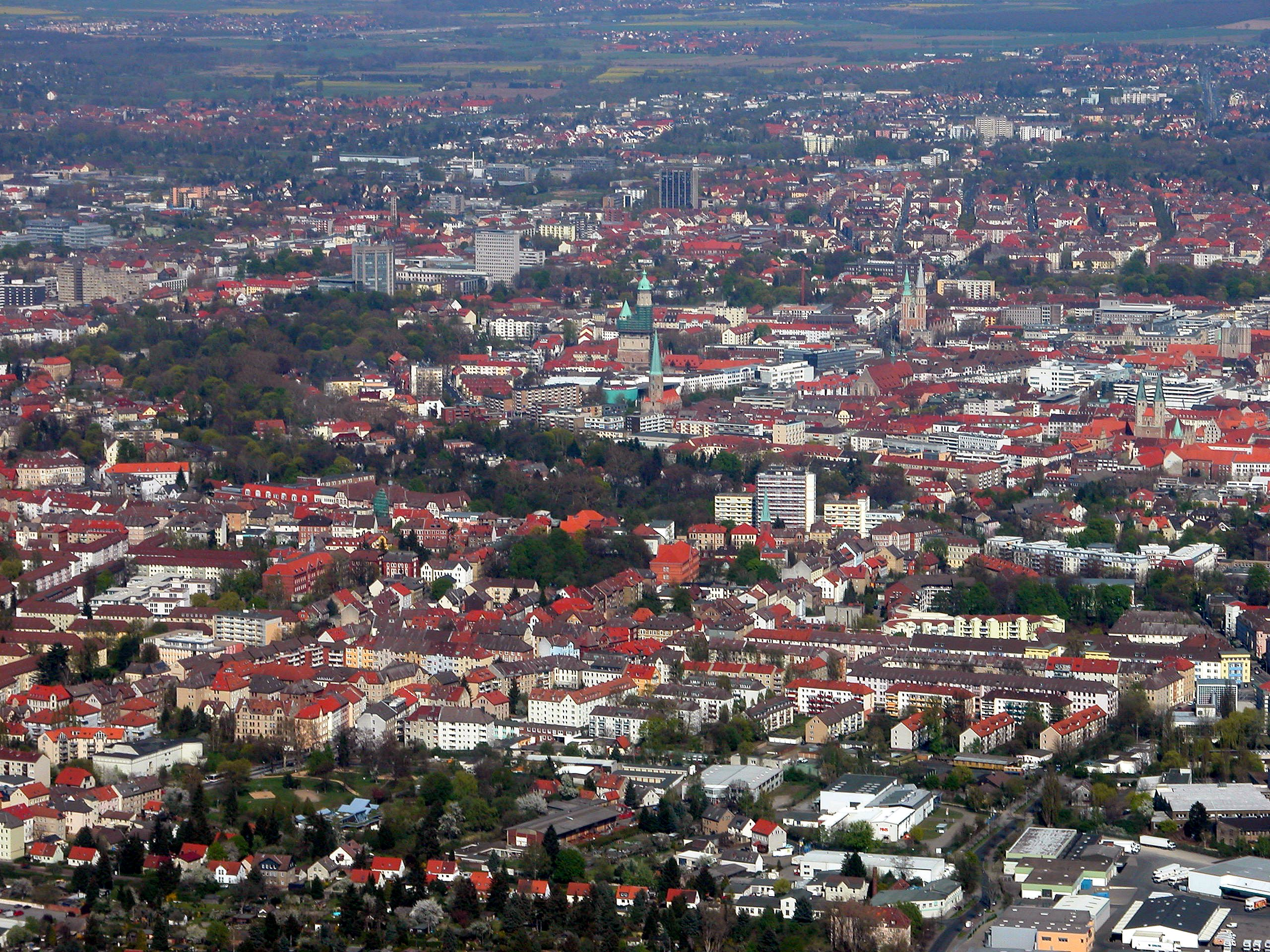
Braunschweig von Westen gesehen

Der Forschungs- und Wissenschaftsstandort genießt heute Weltruf und führt seinen Ursprung u. a. auf das 1745 gegründete „Collegium Carolinum“ zurück, aus dem die Technische Universität Braunschweig hervorgegangen ist, und auf in der Stadt geborene Wissenschaftler wie Carl Friedrich Gauß oder Richard Dedekind. Der Stifterverband für die Deutsche Wissenschaft verlieh Braunschweig für 2007 den Titel „Stadt der Wissenschaft 2007“. Nach einem Bericht von Eurostat, dem Statistischen Amt der Europäischen Gemeinschaften, aus dem Jahre 2006 verfügt die Region Braunschweig im gesamten Europäischen Wirtschaftsraum mit weitem Abstand über die höchste Intensität auf dem Gebiet der Forschung und Entwicklung; so wurden hier im Berichtszeitraum 7,1 % des Bruttoinlandsproduktes dafür aufgewendet. Darüber hinaus ist Braunschweig zusammen mit Stuttgart die Region in der Europäischen Union, in der prozentual die meisten Arbeitnehmer in Spitzen- und Hochtechnologiesektoren arbeiten, nämlich jeweils 22 %.